# Seznam planet ve Star Treku

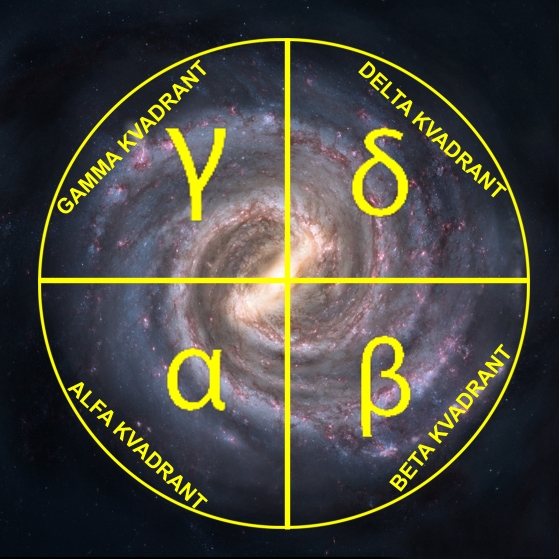
Galaxie Mléčná dráha rozdělená na čtyři kvadranty.

Ve Star Treku se kromě vesmírných lodí a stanic velká část děje odehrává také na fiktivních exoplanetách.
Toto je neúplný seznam planet a měsíců ve fiktivním světě Star Treku.
Na rozdíl od jiných science fiction, standardní pohony hvězdných lodí ve světě Star Treku dovolují cestovat lidem jen omezeně, v rámci naší Galaxie (warp pohon). Existují však i další druhy pohonu, které dovolují cestovat v rámci naší galaxie mnohem rychleji a ve větším měřítku (transwarp pohon).
Naše galaxie, Mléčná dráha, je ve Star Treku dělena na čtyři stejné kvadranty; alfa, beta, gama a delta. Majoritní postavení v kvadrantu alfa má Spojená federace planet, a její centrum, Země. Rivalem je zde Cardassijská unie, jejíž hlavní planetou je zde Cardassia I (Cardassia Prime). Minoritní území ovládají Tzenketiové, Breenové, Ferengové nebo Xindové. Beta kvadrant je z většinové části ovládán dvěma mocnostmi; Romulanskou říší, jejíž hlavní planetou je Romulus, a Klingonskou říší s centrem na Qo'noSu. Gama kvadrant ovládá Dominion, seskupení světů, které je ale řízeno jen jedním druhem, Tvůrci (Founders). Předpokládá se, že silným druhem gama kvadrantu byli v dávné minulosti také tajemní Hur'qové. Delta kvadrant je ze všech čtyř kvadrantů tím nejrozpolcenějším. Až na území řízené Borgy se zde nenachází žádná velká seskupení světů. Lokálně ovládají omezená území Kazoni, Hirogenové, Krenimové, Vidiané, Maloni či tzv. Hierarchie.

## A
| Planeta | Systém | Kv. | Odkazy | Rasa                                           |
| Popis | Popis | Popis | Popis | Epizody                                        |
| Acamar III | | β | MA ST K | Acamariané                                     |
| Mateřská planeta rasy Acamarianů. Před několika lety z této planety odlétla skupina odpadlíků, kteří si začali říkat Sběrači. Podnikali teroristické útoky na cizí kolonie a Acamariané s nimi odmítli vyjednávat. Až na přání Federace přiletěla acamarianská vládkyně Marouk na jednu z rebelských planet, aby se pokusila vyjednat příměří. Ale ne všechny acamarianské klany si příměří přáli. | Mateřská planeta rasy Acamarianů. Před několika lety z této planety odlétla skupina odpadlíků, kteří si začali říkat Sběrači. Podnikali teroristické útoky na cizí kolonie a Acamariané s nimi odmítli vyjednávat. Až na přání Federace přiletěla acamarianská vládkyně Marouk na jednu z rebelských planet, aby se pokusila vyjednat příměří. Ale ne všechny acamarianské klany si příměří přáli. | Mateřská planeta rasy Acamarianů. Před několika lety z této planety odlétla skupina odpadlíků, kteří si začali říkat Sběrači. Podnikali teroristické útoky na cizí kolonie a Acamariané s nimi odmítli vyjednávat. Až na přání Federace přiletěla acamarianská vládkyně Marouk na jednu z rebelských planet, aby se pokusila vyjednat příměří. Ale ne všechny acamarianské klany si příměří přáli. | Mateřská planeta rasy Acamarianů. Před několika lety z této planety odlétla skupina odpadlíků, kteří si začali říkat Sběrači. Podnikali teroristické útoky na cizí kolonie a Acamariané s nimi odmítli vyjednávat. Až na přání Federace přiletěla acamarianská vládkyně Marouk na jednu z rebelských planet, aby se pokusila vyjednat příměří. Ale ne všechny acamarianské klany si příměří přáli. | TNG: Faktor pomsty                             |
| | | | |                                                |
| Alastria | | δ | MA ST |                                                |
| Alastria je nádherná planeta nacházející se v binárním systému neznámo kde. Sikariané se pomocí své technologie na tuto planetu dopravují k odpočinkovým účelům. Od planety Sikaris v Delta kvadrantu je Alastria vzdálena 40 tisíc světelných let, není však známo na kterou stranu. Jedinečnou technologii lze používat jen na Sikaris, protože sama planeta skýtá v podstatě něco, pomocí čeho lze takovou cestu uskutečnit. | Alastria je nádherná planeta nacházející se v binárním systému neznámo kde. Sikariané se pomocí své technologie na tuto planetu dopravují k odpočinkovým účelům. Od planety Sikaris v Delta kvadrantu je Alastria vzdálena 40 tisíc světelných let, není však známo na kterou stranu. Jedinečnou technologii lze používat jen na Sikaris, protože sama planeta skýtá v podstatě něco, pomocí čeho lze takovou cestu uskutečnit. | Alastria je nádherná planeta nacházející se v binárním systému neznámo kde. Sikariané se pomocí své technologie na tuto planetu dopravují k odpočinkovým účelům. Od planety Sikaris v Delta kvadrantu je Alastria vzdálena 40 tisíc světelných let, není však známo na kterou stranu. Jedinečnou technologii lze používat jen na Sikaris, protože sama planeta skýtá v podstatě něco, pomocí čeho lze takovou cestu uskutečnit. | Alastria je nádherná planeta nacházející se v binárním systému neznámo kde. Sikariané se pomocí své technologie na tuto planetu dopravují k odpočinkovým účelům. Od planety Sikaris v Delta kvadrantu je Alastria vzdálena 40 tisíc světelných let, není však známo na kterou stranu. Jedinečnou technologii lze používat jen na Sikaris, protože sama planeta skýtá v podstatě něco, pomocí čeho lze takovou cestu uskutečnit. | VOY: Zásadní postoj                            |
| | | | |                                                |
| Aldea | | | MA ST K | Aldeané                                        |
| Planeta se starobylou civilizací Aldeanů. Předci současných Aldeanů sestrojili před tisící lety superpočítač, který je měl chránit, štít který měl chránit planetu, a maskovací zařízení, které jí dokázalo zneviditelnit. Protože byli tak dobře chráněni, nepřipadali si ohrožení, a proto se jejich znalosti o jejich vlastní technologii zcela vytratily. Když Aldeané v roce 2364 kontaktovali Enterprise-D, a unesli z ní několik dětí, ukázalo se, že jejich vlastní technologie je zabijí. Trpěli nemocí z ozáření, a proto se stali sterilními. Dr. Crusherová nalezla lék, který však bude mít efekt jedině tehdy, pokud Aldeané přestanou používat zařízení, které maskuje jejich planetu. | Planeta se starobylou civilizací Aldeanů. Předci současných Aldeanů sestrojili před tisící lety superpočítač, který je měl chránit, štít který měl chránit planetu, a maskovací zařízení, které jí dokázalo zneviditelnit. Protože byli tak dobře chráněni, nepřipadali si ohrožení, a proto se jejich znalosti o jejich vlastní technologii zcela vytratily. Když Aldeané v roce 2364 kontaktovali Enterprise-D, a unesli z ní několik dětí, ukázalo se, že jejich vlastní technologie je zabijí. Trpěli nemocí z ozáření, a proto se stali sterilními. Dr. Crusherová nalezla lék, který však bude mít efekt jedině tehdy, pokud Aldeané přestanou používat zařízení, které maskuje jejich planetu. | Planeta se starobylou civilizací Aldeanů. Předci současných Aldeanů sestrojili před tisící lety superpočítač, který je měl chránit, štít který měl chránit planetu, a maskovací zařízení, které jí dokázalo zneviditelnit. Protože byli tak dobře chráněni, nepřipadali si ohrožení, a proto se jejich znalosti o jejich vlastní technologii zcela vytratily. Když Aldeané v roce 2364 kontaktovali Enterprise-D, a unesli z ní několik dětí, ukázalo se, že jejich vlastní technologie je zabijí. Trpěli nemocí z ozáření, a proto se stali sterilními. Dr. Crusherová nalezla lék, který však bude mít efekt jedině tehdy, pokud Aldeané přestanou používat zařízení, které maskuje jejich planetu. | Planeta se starobylou civilizací Aldeanů. Předci současných Aldeanů sestrojili před tisící lety superpočítač, který je měl chránit, štít který měl chránit planetu, a maskovací zařízení, které jí dokázalo zneviditelnit. Protože byli tak dobře chráněni, nepřipadali si ohrožení, a proto se jejich znalosti o jejich vlastní technologii zcela vytratily. Když Aldeané v roce 2364 kontaktovali Enterprise-D, a unesli z ní několik dětí, ukázalo se, že jejich vlastní technologie je zabijí. Trpěli nemocí z ozáření, a proto se stali sterilními. Dr. Crusherová nalezla lék, který však bude mít efekt jedině tehdy, pokud Aldeané přestanou používat zařízení, které maskuje jejich planetu. | TNG: Až se ucho utrhne                         |
| | | | |                                                |
| Alfa 177 | | | MA ST K |                                                |
| Neobydlená planeta bohatá na magnetickou rudu, noční teploty zde klesají na -120 °C. USS Enterprise zde v roce 2266 prováděla geologický průzkum. | Neobydlená planeta bohatá na magnetickou rudu, noční teploty zde klesají na -120 °C. USS Enterprise zde v roce 2266 prováděla geologický průzkum. | Neobydlená planeta bohatá na magnetickou rudu, noční teploty zde klesají na -120 °C. USS Enterprise zde v roce 2266 prováděla geologický průzkum. | Neobydlená planeta bohatá na magnetickou rudu, noční teploty zde klesají na -120 °C. USS Enterprise zde v roce 2266 prováděla geologický průzkum. | TOS: Nepřítel v nás TNG: Spiknutí              |
| | | | |                                                |
| Andorie | | β | MA ST K | Andoriané a Aenarové                           |
| Andorie není planeta, ale ledový měsíc obíhající kolem plynného obra. Je domovem dvou příbuzných humanoidních druhů, Andorianů a Aenarů. Andoriané jsou spoluzakladatelé Spojené federace planet, vášniví válečníci, zatímco Aenarové jsou mírumilovní, slepí, ale mají telepatické schopnosti. | Andorie není planeta, ale ledový měsíc obíhající kolem plynného obra. Je domovem dvou příbuzných humanoidních druhů, Andorianů a Aenarů. Andoriané jsou spoluzakladatelé Spojené federace planet, vášniví válečníci, zatímco Aenarové jsou mírumilovní, slepí, ale mají telepatické schopnosti. | Andorie není planeta, ale ledový měsíc obíhající kolem plynného obra. Je domovem dvou příbuzných humanoidních druhů, Andorianů a Aenarů. Andoriané jsou spoluzakladatelé Spojené federace planet, vášniví válečníci, zatímco Aenarové jsou mírumilovní, slepí, ale mají telepatické schopnosti. | Andorie není planeta, ale ledový měsíc obíhající kolem plynného obra. Je domovem dvou příbuzných humanoidních druhů, Andorianů a Aenarů. Andoriané jsou spoluzakladatelé Spojené federace planet, vášniví válečníci, zatímco Aenarové jsou mírumilovní, slepí, ale mají telepatické schopnosti. | ENT: Aenarové                                  |
| | | | |                                                |
| Angel I | | β | MA ST K |                                                |
| Planeta třídy M obydlená humanodním druhem na úrovni pozemského 20. století. Již však před 62 lety byli v kontaktu s Federací. Na planetě vládne konstituční matriarchální oligarchát. Enterprise-D zde hledala a našla čtyři trosečníky z civilní lodi Odin, kteří zde již 7 let žili a založili zde rodiny. Ti odmítli odejít, a zůstali zde i přes počáteční nedůvěru, která se postupně propracovala až v revoluční volnomyšlenkářství. Málem byli i se svými rodinami popraveni. | Planeta třídy M obydlená humanodním druhem na úrovni pozemského 20. století. Již však před 62 lety byli v kontaktu s Federací. Na planetě vládne konstituční matriarchální oligarchát. Enterprise-D zde hledala a našla čtyři trosečníky z civilní lodi Odin, kteří zde již 7 let žili a založili zde rodiny. Ti odmítli odejít, a zůstali zde i přes počáteční nedůvěru, která se postupně propracovala až v revoluční volnomyšlenkářství. Málem byli i se svými rodinami popraveni. | Planeta třídy M obydlená humanodním druhem na úrovni pozemského 20. století. Již však před 62 lety byli v kontaktu s Federací. Na planetě vládne konstituční matriarchální oligarchát. Enterprise-D zde hledala a našla čtyři trosečníky z civilní lodi Odin, kteří zde již 7 let žili a založili zde rodiny. Ti odmítli odejít, a zůstali zde i přes počáteční nedůvěru, která se postupně propracovala až v revoluční volnomyšlenkářství. Málem byli i se svými rodinami popraveni. | Planeta třídy M obydlená humanodním druhem na úrovni pozemského 20. století. Již však před 62 lety byli v kontaktu s Federací. Na planetě vládne konstituční matriarchální oligarchát. Enterprise-D zde hledala a našla čtyři trosečníky z civilní lodi Odin, kteří zde již 7 let žili a založili zde rodiny. Ti odmítli odejít, a zůstali zde i přes počáteční nedůvěru, která se postupně propracovala až v revoluční volnomyšlenkářství. Málem byli i se svými rodinami popraveni. | TNG: Trosečníci                                |
| | | | |                                                |
| Argelius II | Ciatella | | ST K | Argeliané                                      |
| V polovině 21. století obyvatelé planety, Argeliané, prodělali "Velké probuzení", po kterém vymýtili násilí ze společnosti a stali se pacifisty. Hlavním správcem planety je prefekt, nicméně ostatní administrativní pracovníci jsou najímáni na jiných planetách. | V polovině 21. století obyvatelé planety, Argeliané, prodělali "Velké probuzení", po kterém vymýtili násilí ze společnosti a stali se pacifisty. Hlavním správcem planety je prefekt, nicméně ostatní administrativní pracovníci jsou najímáni na jiných planetách. | V polovině 21. století obyvatelé planety, Argeliané, prodělali "Velké probuzení", po kterém vymýtili násilí ze společnosti a stali se pacifisty. Hlavním správcem planety je prefekt, nicméně ostatní administrativní pracovníci jsou najímáni na jiných planetách. | V polovině 21. století obyvatelé planety, Argeliané, prodělali "Velké probuzení", po kterém vymýtili násilí ze společnosti a stali se pacifisty. Hlavním správcem planety je prefekt, nicméně ostatní administrativní pracovníci jsou najímáni na jiných planetách. | TOS: Vlk v ovčíně                              |
| | | | |                                                |
| Argratha | | γ | MA | Agrathiové                                     |
| Argratha je planeta v gama kvadrantu, kde byl Miles O'Brien na misi. Protože se zajímal o zdejší technologii, byl obviněn ze špionáže a odsouzen ke dvaceti letům vězení. Argrathiové ovšem místo vězení používají velice vyspělé zařízení, které v paměti trestance simuluje vzpomínky na vězení, a to se poté zdá kompletně reálné i po probuzení. Taková procedura trvá jen několik hodin. | Argratha je planeta v gama kvadrantu, kde byl Miles O'Brien na misi. Protože se zajímal o zdejší technologii, byl obviněn ze špionáže a odsouzen ke dvaceti letům vězení. Argrathiové ovšem místo vězení používají velice vyspělé zařízení, které v paměti trestance simuluje vzpomínky na vězení, a to se poté zdá kompletně reálné i po probuzení. Taková procedura trvá jen několik hodin. | Argratha je planeta v gama kvadrantu, kde byl Miles O'Brien na misi. Protože se zajímal o zdejší technologii, byl obviněn ze špionáže a odsouzen ke dvaceti letům vězení. Argrathiové ovšem místo vězení používají velice vyspělé zařízení, které v paměti trestance simuluje vzpomínky na vězení, a to se poté zdá kompletně reálné i po probuzení. Taková procedura trvá jen několik hodin. | Argratha je planeta v gama kvadrantu, kde byl Miles O'Brien na misi. Protože se zajímal o zdejší technologii, byl obviněn ze špionáže a odsouzen ke dvaceti letům vězení. Argrathiové ovšem místo vězení používají velice vyspělé zařízení, které v paměti trestance simuluje vzpomínky na vězení, a to se poté zdá kompletně reálné i po probuzení. Taková procedura trvá jen několik hodin. | DS9: Těžké časy                                |
| | | | |                                                |
| Azati I | Azati Prime | | MA |                                                |
| Azati I je rudý obr, který je středem systému Azati Prime. V jeho blízkosti leží čtyři planety, z nichž dvě byly kolonizovány Xindi. Na jedné z nich, vodní planetě s několika málo ostrovy se stavěla finální verze xindské zbraně, která poté odstartovala k Zemi s cílem zničit ji. Zbraň stavěli vodní Xindi, proto byla vybrána vodní planeta. Zda zde ale vodní Xindi žijí, není známo. | Azati I je rudý obr, který je středem systému Azati Prime. V jeho blízkosti leží čtyři planety, z nichž dvě byly kolonizovány Xindi. Na jedné z nich, vodní planetě s několika málo ostrovy se stavěla finální verze xindské zbraně, která poté odstartovala k Zemi s cílem zničit ji. Zbraň stavěli vodní Xindi, proto byla vybrána vodní planeta. Zda zde ale vodní Xindi žijí, není známo. | Azati I je rudý obr, který je středem systému Azati Prime. V jeho blízkosti leží čtyři planety, z nichž dvě byly kolonizovány Xindi. Na jedné z nich, vodní planetě s několika málo ostrovy se stavěla finální verze xindské zbraně, která poté odstartovala k Zemi s cílem zničit ji. Zbraň stavěli vodní Xindi, proto byla vybrána vodní planeta. Zda zde ale vodní Xindi žijí, není známo. | Azati I je rudý obr, který je středem systému Azati Prime. V jeho blízkosti leží čtyři planety, z nichž dvě byly kolonizovány Xindi. Na jedné z nich, vodní planetě s několika málo ostrovy se stavěla finální verze xindské zbraně, která poté odstartovala k Zemi s cílem zničit ji. Zbraň stavěli vodní Xindi, proto byla vybrána vodní planeta. Zda zde ale vodní Xindi žijí, není známo. | ENT: Válečná lest, Na radu lékaře, Azati Jedna |

## B
| Planeta | Systém | Kv. | Odkazy | Rasa                                               |
| Popis | Popis | Popis | Popis | Epizody                                            |
| Bajor | | α | MA ST | Bajorané                                           |
| Bajor (čteno [bejdžor]) je domovským světem Bajoranů. V minulosti byli Bajor a jeho kolonie napadeny a anektovány válečnickým druhem Cardassianů, kteří planetu okupovali mnoho let. Po zásahu Spojené federace planet, která planetu osvobodila a po válce chránila, se Federace snažila, aby se Bajor stal jedním z členských světů Federace. Více o planetě a civilizaci v televizní i knižní sérii Seznam dílů seriálu Star Trek: Deep Space Nine. | Bajor (čteno [bejdžor]) je domovským světem Bajoranů. V minulosti byli Bajor a jeho kolonie napadeny a anektovány válečnickým druhem Cardassianů, kteří planetu okupovali mnoho let. Po zásahu Spojené federace planet, která planetu osvobodila a po válce chránila, se Federace snažila, aby se Bajor stal jedním z členských světů Federace. Více o planetě a civilizaci v televizní i knižní sérii Seznam dílů seriálu Star Trek: Deep Space Nine. | Bajor (čteno [bejdžor]) je domovským světem Bajoranů. V minulosti byli Bajor a jeho kolonie napadeny a anektovány válečnickým druhem Cardassianů, kteří planetu okupovali mnoho let. Po zásahu Spojené federace planet, která planetu osvobodila a po válce chránila, se Federace snažila, aby se Bajor stal jedním z členských světů Federace. Více o planetě a civilizaci v televizní i knižní sérii Seznam dílů seriálu Star Trek: Deep Space Nine. | Bajor (čteno [bejdžor]) je domovským světem Bajoranů. V minulosti byli Bajor a jeho kolonie napadeny a anektovány válečnickým druhem Cardassianů, kteří planetu okupovali mnoho let. Po zásahu Spojené federace planet, která planetu osvobodila a po válce chránila, se Federace snažila, aby se Bajor stal jedním z členských světů Federace. Více o planetě a civilizaci v televizní i knižní sérii Seznam dílů seriálu Star Trek: Deep Space Nine. | DS9: Poslání, Kruh                                 |
| | | | |                                                    |
| Barkon IV | | α | MA ST K | Barkoniané                                         |
| Domovská planeta Barkonianů, kteří se nachází ve stádiu vývoje přibližně na úrovni pozemského středověku. Na Barkonu ztroskotala federální sonda, a poručík Dat letěl vyzvednout radioaktivní části, které by mohli obyvatele ohrozit. Při výbuchu však byl poškozen jeho pozitronový mozek a on ztratil paměť. Přišel do barkonianské vesnice, kde ho pokládali za sněžného muže. Přinesl sebou i radioaktivní části ze sondy a ty způsobili, že obyvatelstvo vesnice začalo trpět nemocí z ozáření. Nakonec Data "zabili", protože věřili, že on přinesl do jejich vesnice zkázu. Data ale ještě před tím vyrobil lék, který vypustil do místní vody, a všichni se uzdravili. | Domovská planeta Barkonianů, kteří se nachází ve stádiu vývoje přibližně na úrovni pozemského středověku. Na Barkonu ztroskotala federální sonda, a poručík Dat letěl vyzvednout radioaktivní části, které by mohli obyvatele ohrozit. Při výbuchu však byl poškozen jeho pozitronový mozek a on ztratil paměť. Přišel do barkonianské vesnice, kde ho pokládali za sněžného muže. Přinesl sebou i radioaktivní části ze sondy a ty způsobili, že obyvatelstvo vesnice začalo trpět nemocí z ozáření. Nakonec Data "zabili", protože věřili, že on přinesl do jejich vesnice zkázu. Data ale ještě před tím vyrobil lék, který vypustil do místní vody, a všichni se uzdravili. | Domovská planeta Barkonianů, kteří se nachází ve stádiu vývoje přibližně na úrovni pozemského středověku. Na Barkonu ztroskotala federální sonda, a poručík Dat letěl vyzvednout radioaktivní části, které by mohli obyvatele ohrozit. Při výbuchu však byl poškozen jeho pozitronový mozek a on ztratil paměť. Přišel do barkonianské vesnice, kde ho pokládali za sněžného muže. Přinesl sebou i radioaktivní části ze sondy a ty způsobili, že obyvatelstvo vesnice začalo trpět nemocí z ozáření. Nakonec Data "zabili", protože věřili, že on přinesl do jejich vesnice zkázu. Data ale ještě před tím vyrobil lék, který vypustil do místní vody, a všichni se uzdravili. | Domovská planeta Barkonianů, kteří se nachází ve stádiu vývoje přibližně na úrovni pozemského středověku. Na Barkonu ztroskotala federální sonda, a poručík Dat letěl vyzvednout radioaktivní části, které by mohli obyvatele ohrozit. Při výbuchu však byl poškozen jeho pozitronový mozek a on ztratil paměť. Přišel do barkonianské vesnice, kde ho pokládali za sněžného muže. Přinesl sebou i radioaktivní části ze sondy a ty způsobili, že obyvatelstvo vesnice začalo trpět nemocí z ozáření. Nakonec Data "zabili", protože věřili, že on přinesl do jejich vesnice zkázu. Data ale ještě před tím vyrobil lék, který vypustil do místní vody, a všichni se uzdravili. | TNG: Tvé vlastní já                                |
| | | | |                                                    |
| Barzan II | | α | MA ST K | Barzané                                            |
| V blízkosti této planety byla objevena nestabilní červí díra, vedoucí do kvadrantu delta, o kterou projevilo zájem několik organizací a světů včetně Federace. | V blízkosti této planety byla objevena nestabilní červí díra, vedoucí do kvadrantu delta, o kterou projevilo zájem několik organizací a světů včetně Federace. | V blízkosti této planety byla objevena nestabilní červí díra, vedoucí do kvadrantu delta, o kterou projevilo zájem několik organizací a světů včetně Federace. | V blízkosti této planety byla objevena nestabilní červí díra, vedoucí do kvadrantu delta, o kterou projevilo zájem několik organizací a světů včetně Federace. | TNG: Cena                                          |
| | | | |                                                    |
| Bersallis III | | α | MA ST K |                                                    |
| Na povrchu se nacházela kolonie Federace, ze které Enterprise-D musela evakuovat obyvatele, protože došlo ke klimatickým změnám. Málem na planetě zahynula Nela Daren, se kterou měl v té době vztah kapitán Picard. | Na povrchu se nacházela kolonie Federace, ze které Enterprise-D musela evakuovat obyvatele, protože došlo ke klimatickým změnám. Málem na planetě zahynula Nela Daren, se kterou měl v té době vztah kapitán Picard. | Na povrchu se nacházela kolonie Federace, ze které Enterprise-D musela evakuovat obyvatele, protože došlo ke klimatickým změnám. Málem na planetě zahynula Nela Daren, se kterou měl v té době vztah kapitán Picard. | Na povrchu se nacházela kolonie Federace, ze které Enterprise-D musela evakuovat obyvatele, protože došlo ke klimatickým změnám. Málem na planetě zahynula Nela Daren, se kterou měl v té době vztah kapitán Picard. | TNG: Lekce                                         |
| | | | |                                                    |
| Beta III | | | MA |                                                    |
| Obydlená planeta v systému C-111, kterou obývá lidem podobný druh na nepříliš vysoké technologické úrovni. Vůdce a filozof Landru ve snaze vymýtit válku, nemoci a chudobu sestrojil počítač, který následujících 6 tisíc let řídil a usměrňoval chování obyvatel podle těchto požadavků, ale tím i osud proti jejich vůli a zabraňoval technologickému pokroku. V roce 2167 zde ztroskotala loď SS Archon a její posádka byla zabita nebo začleněna do společnosti. O sto let později kapitán James T. Kirk zjistil příčinu divného chování místních, našel počítač a vnutil mu logický paradox, následkem čehož se stroj sám zničil.                                          | Obydlená planeta v systému C-111, kterou obývá lidem podobný druh na nepříliš vysoké technologické úrovni. Vůdce a filozof Landru ve snaze vymýtit válku, nemoci a chudobu sestrojil počítač, který následujících 6 tisíc let řídil a usměrňoval chování obyvatel podle těchto požadavků, ale tím i osud proti jejich vůli a zabraňoval technologickému pokroku. V roce 2167 zde ztroskotala loď SS Archon a její posádka byla zabita nebo začleněna do společnosti. O sto let později kapitán James T. Kirk zjistil příčinu divného chování místních, našel počítač a vnutil mu logický paradox, následkem čehož se stroj sám zničil.                                          | Obydlená planeta v systému C-111, kterou obývá lidem podobný druh na nepříliš vysoké technologické úrovni. Vůdce a filozof Landru ve snaze vymýtit válku, nemoci a chudobu sestrojil počítač, který následujících 6 tisíc let řídil a usměrňoval chování obyvatel podle těchto požadavků, ale tím i osud proti jejich vůli a zabraňoval technologickému pokroku. V roce 2167 zde ztroskotala loď SS Archon a její posádka byla zabita nebo začleněna do společnosti. O sto let později kapitán James T. Kirk zjistil příčinu divného chování místních, našel počítač a vnutil mu logický paradox, následkem čehož se stroj sám zničil.                                          | Obydlená planeta v systému C-111, kterou obývá lidem podobný druh na nepříliš vysoké technologické úrovni. Vůdce a filozof Landru ve snaze vymýtit válku, nemoci a chudobu sestrojil počítač, který následujících 6 tisíc let řídil a usměrňoval chování obyvatel podle těchto požadavků, ale tím i osud proti jejich vůli a zabraňoval technologickému pokroku. V roce 2167 zde ztroskotala loď SS Archon a její posádka byla zabita nebo začleněna do společnosti. O sto let později kapitán James T. Kirk zjistil příčinu divného chování místních, našel počítač a vnutil mu logický paradox, následkem čehož se stroj sám zničil.                                          | TOS: Návrat Archonců                               |
| | | | |                                                    |
| Beta VI | | | MA |                                                    |
| Před rokem 2124 neobydlená planeta vzdálená 9 tisíc světelných let od Země, roku 2195 zde vznikla kolonie Federace obydlená především lidmi a Andoriany. USS Enterprise pod velením kapitána Kirka sem měla v roce 2267 dovézt zásoby, ale byla pronásledována nedaleko planetou Gothos. | Před rokem 2124 neobydlená planeta vzdálená 9 tisíc světelných let od Země, roku 2195 zde vznikla kolonie Federace obydlená především lidmi a Andoriany. USS Enterprise pod velením kapitána Kirka sem měla v roce 2267 dovézt zásoby, ale byla pronásledována nedaleko planetou Gothos. | Před rokem 2124 neobydlená planeta vzdálená 9 tisíc světelných let od Země, roku 2195 zde vznikla kolonie Federace obydlená především lidmi a Andoriany. USS Enterprise pod velením kapitána Kirka sem měla v roce 2267 dovézt zásoby, ale byla pronásledována nedaleko planetou Gothos. | Před rokem 2124 neobydlená planeta vzdálená 9 tisíc světelných let od Země, roku 2195 zde vznikla kolonie Federace obydlená především lidmi a Andoriany. USS Enterprise pod velením kapitána Kirka sem měla v roce 2267 dovézt zásoby, ale byla pronásledována nedaleko planetou Gothos. | TOS: Zeman z Gothosu                               |
| | | | |                                                    |
| Betazed | | α | MA ST K | Betazoidi                                          |
| Domovský svět Betazoidů, empatické a telepatické rasy, která je členem Federace. Na planetě vládne matriarchát, a vždy první žena z nejbohatší rodiny se ujímá vlády. | Domovský svět Betazoidů, empatické a telepatické rasy, která je členem Federace. Na planetě vládne matriarchát, a vždy první žena z nejbohatší rodiny se ujímá vlády. | Domovský svět Betazoidů, empatické a telepatické rasy, která je členem Federace. Na planetě vládne matriarchát, a vždy první žena z nejbohatší rodiny se ujímá vlády. | Domovský svět Betazoidů, empatické a telepatické rasy, která je členem Federace. Na planetě vládne matriarchát, a vždy první žena z nejbohatší rodiny se ujímá vlády. | TNG: Hon na muže, Milostný trojúhelník paní Troi   |
| | | | |                                                    |
| Boraal II | | | MA ST K | Boraalané                                          |
| Mateřská planeta předindustriálních Boraalanů. Boraal II začala být ohrožována vulkanickými změnami, proto se Nicolai Rozhenko (Worfův adoptivní bratr) rozhodl, že Boraalany přestěhuje na nedalekou planetu Vacca VI, která se stala jejich novým domovem. Boraalané neměli ani tušení, že se nachází na úplně jiné planetě. | Mateřská planeta předindustriálních Boraalanů. Boraal II začala být ohrožována vulkanickými změnami, proto se Nicolai Rozhenko (Worfův adoptivní bratr) rozhodl, že Boraalany přestěhuje na nedalekou planetu Vacca VI, která se stala jejich novým domovem. Boraalané neměli ani tušení, že se nachází na úplně jiné planetě. | Mateřská planeta předindustriálních Boraalanů. Boraal II začala být ohrožována vulkanickými změnami, proto se Nicolai Rozhenko (Worfův adoptivní bratr) rozhodl, že Boraalany přestěhuje na nedalekou planetu Vacca VI, která se stala jejich novým domovem. Boraalané neměli ani tušení, že se nachází na úplně jiné planetě. | Mateřská planeta předindustriálních Boraalanů. Boraal II začala být ohrožována vulkanickými změnami, proto se Nicolai Rozhenko (Worfův adoptivní bratr) rozhodl, že Boraalany přestěhuje na nedalekou planetu Vacca VI, která se stala jejich novým domovem. Boraalané neměli ani tušení, že se nachází na úplně jiné planetě. | TNG: Domů                                          |
| | | | |                                                    |
| Boreth | | β | MA ST K | Klingoni                                           |
| Klingonská duchovní kolonie a centrum jejich náboženství. Kněží v místním klášteře zde za pomoci DNA, nalezeného na bat'lechu, vytvořili klon legendárního císaře Kahlesse. | Klingonská duchovní kolonie a centrum jejich náboženství. Kněží v místním klášteře zde za pomoci DNA, nalezeného na bat'lechu, vytvořili klon legendárního císaře Kahlesse. | Klingonská duchovní kolonie a centrum jejich náboženství. Kněží v místním klášteře zde za pomoci DNA, nalezeného na bat'lechu, vytvořili klon legendárního císaře Kahlesse. | Klingonská duchovní kolonie a centrum jejich náboženství. Kněží v místním klášteře zde za pomoci DNA, nalezeného na bat'lechu, vytvořili klon legendárního císaře Kahlesse. | TNG: Právoplatný dědic DS9: The Way of the Warrior |
| | | | |                                                    |
| Brekka | Delos | | MA ST K | Brekkiané                                          |
| Čtvrtá planeta systému Delos, domov Brekkianů. Jejich sousední planetou je Ornara, s podobně vyspělou rasou Ornaranů. Před 200 lety, když na tehdy vyspělejší Ornaře vypukla nemoc a Ornarané umírali, Brekkiané jim poskytli lék, jenž byl extraktem z rostliny, rostoucí pouze na planetě Brekka. Nebylo ho možné na Ornaře pěstovat. Brekkiané trpěli stejnou chorobou, ale tato látka, felicium, je vyléčila. Ornaranům však neřekli, že je jejich nemoc vyléčena, a zařídili, aby se na feliciu stali Ornarané závislí, a poté celou svou ekonomiku založili na pěstování felicia, jeho zpracování, a následném prodeji Ornaranům, které tím vykořisťovali.                | Čtvrtá planeta systému Delos, domov Brekkianů. Jejich sousední planetou je Ornara, s podobně vyspělou rasou Ornaranů. Před 200 lety, když na tehdy vyspělejší Ornaře vypukla nemoc a Ornarané umírali, Brekkiané jim poskytli lék, jenž byl extraktem z rostliny, rostoucí pouze na planetě Brekka. Nebylo ho možné na Ornaře pěstovat. Brekkiané trpěli stejnou chorobou, ale tato látka, felicium, je vyléčila. Ornaranům však neřekli, že je jejich nemoc vyléčena, a zařídili, aby se na feliciu stali Ornarané závislí, a poté celou svou ekonomiku založili na pěstování felicia, jeho zpracování, a následném prodeji Ornaranům, které tím vykořisťovali.                | Čtvrtá planeta systému Delos, domov Brekkianů. Jejich sousední planetou je Ornara, s podobně vyspělou rasou Ornaranů. Před 200 lety, když na tehdy vyspělejší Ornaře vypukla nemoc a Ornarané umírali, Brekkiané jim poskytli lék, jenž byl extraktem z rostliny, rostoucí pouze na planetě Brekka. Nebylo ho možné na Ornaře pěstovat. Brekkiané trpěli stejnou chorobou, ale tato látka, felicium, je vyléčila. Ornaranům však neřekli, že je jejich nemoc vyléčena, a zařídili, aby se na feliciu stali Ornarané závislí, a poté celou svou ekonomiku založili na pěstování felicia, jeho zpracování, a následném prodeji Ornaranům, které tím vykořisťovali.                | Čtvrtá planeta systému Delos, domov Brekkianů. Jejich sousední planetou je Ornara, s podobně vyspělou rasou Ornaranů. Před 200 lety, když na tehdy vyspělejší Ornaře vypukla nemoc a Ornarané umírali, Brekkiané jim poskytli lék, jenž byl extraktem z rostliny, rostoucí pouze na planetě Brekka. Nebylo ho možné na Ornaře pěstovat. Brekkiané trpěli stejnou chorobou, ale tato látka, felicium, je vyléčila. Ornaranům však neřekli, že je jejich nemoc vyléčena, a zařídili, aby se na feliciu stali Ornarané závislí, a poté celou svou ekonomiku založili na pěstování felicia, jeho zpracování, a následném prodeji Ornaranům, které tím vykořisťovali.                | TNG Symbióza                                       |
| | | | |                                                    |
| Bynaus | Beta Magellan | | MA ST K | Bynarané                                           |
| Mateřská planeta Bynaranů, druhu, která je již generace naprosto závislá na centrálním počítači. Jejich životy jsou s tímto počítačem tak úzce spojeny, že pokud přestane pracovat, Bynarané pravděpodobně vymřou. Místní hvězda se proměnila v supernovu. | Mateřská planeta Bynaranů, druhu, která je již generace naprosto závislá na centrálním počítači. Jejich životy jsou s tímto počítačem tak úzce spojeny, že pokud přestane pracovat, Bynarané pravděpodobně vymřou. Místní hvězda se proměnila v supernovu. | Mateřská planeta Bynaranů, druhu, která je již generace naprosto závislá na centrálním počítači. Jejich životy jsou s tímto počítačem tak úzce spojeny, že pokud přestane pracovat, Bynarané pravděpodobně vymřou. Místní hvězda se proměnila v supernovu. | Mateřská planeta Bynaranů, druhu, která je již generace naprosto závislá na centrálním počítači. Jejich životy jsou s tímto počítačem tak úzce spojeny, že pokud přestane pracovat, Bynarané pravděpodobně vymřou. Místní hvězda se proměnila v supernovu. | TNG: Heslo                                         |

## C
| Planeta | Systém | Kv. | Odkazy | Rasa                                               |
| Popis | Popis | Popis | Popis | Epizody                                            |
| Capella IV | Capella | α | ST K | Capellané                                          |
| Planeta třídy M nacházející se blízko klingonsko-federační hranice obývaná Capellany. Jako bohatý zdroj nerostu topalinu se v polovině 23. století stala předmětem sporu mezi Federací a Klingonskou říší, který roku 2267 vyřešil James T. Kirk ve prospěch Federace. V polovině 60. let zde také krátce působil doktor Leonard McCoy. | Planeta třídy M nacházející se blízko klingonsko-federační hranice obývaná Capellany. Jako bohatý zdroj nerostu topalinu se v polovině 23. století stala předmětem sporu mezi Federací a Klingonskou říší, který roku 2267 vyřešil James T. Kirk ve prospěch Federace. V polovině 60. let zde také krátce působil doktor Leonard McCoy. | Planeta třídy M nacházející se blízko klingonsko-federační hranice obývaná Capellany. Jako bohatý zdroj nerostu topalinu se v polovině 23. století stala předmětem sporu mezi Federací a Klingonskou říší, který roku 2267 vyřešil James T. Kirk ve prospěch Federace. V polovině 60. let zde také krátce působil doktor Leonard McCoy. | Planeta třídy M nacházející se blízko klingonsko-federační hranice obývaná Capellany. Jako bohatý zdroj nerostu topalinu se v polovině 23. století stala předmětem sporu mezi Federací a Klingonskou říší, který roku 2267 vyřešil James T. Kirk ve prospěch Federace. V polovině 60. let zde také krátce působil doktor Leonard McCoy. | TOS: Páteční dítě                                  |
| | | | |                                                    |
| Cardassia Prime | | α | MA ST K | Cardassiané                                        |
| Cardassia I (nebo také Cardassia Prime) je centrem Cardassijské unie a domovský svět plazovitých Cardassianů. Dříve vzkvétající svět uvrhla do zmatků a strachu armáda, která měla původně jen zmírnit bezútěšnou situaci na planetě. Poté co se tak, stalo, se však armáda moci nevzdala. Naopak si prodloužila mandát na neurčito a začala rozšiřovat cardassijské teritorium do okolních systémů, jako například planetu Bajor.          | Cardassia I (nebo také Cardassia Prime) je centrem Cardassijské unie a domovský svět plazovitých Cardassianů. Dříve vzkvétající svět uvrhla do zmatků a strachu armáda, která měla původně jen zmírnit bezútěšnou situaci na planetě. Poté co se tak, stalo, se však armáda moci nevzdala. Naopak si prodloužila mandát na neurčito a začala rozšiřovat cardassijské teritorium do okolních systémů, jako například planetu Bajor.          | Cardassia I (nebo také Cardassia Prime) je centrem Cardassijské unie a domovský svět plazovitých Cardassianů. Dříve vzkvétající svět uvrhla do zmatků a strachu armáda, která měla původně jen zmírnit bezútěšnou situaci na planetě. Poté co se tak, stalo, se však armáda moci nevzdala. Naopak si prodloužila mandát na neurčito a začala rozšiřovat cardassijské teritorium do okolních systémů, jako například planetu Bajor.          | Cardassia I (nebo také Cardassia Prime) je centrem Cardassijské unie a domovský svět plazovitých Cardassianů. Dříve vzkvétající svět uvrhla do zmatků a strachu armáda, která měla původně jen zmírnit bezútěšnou situaci na planetě. Poté co se tak, stalo, se však armáda moci nevzdala. Naopak si prodloužila mandát na neurčito a začala rozšiřovat cardassijské teritorium do okolních systémů, jako například planetu Bajor.          | DS9: Tribunál, Druhá kůže, Defiant                 |
| | | | |                                                    |
| Ceti Alpha V | | α | MA ST |                                                    |
| Původně obyvatelná planeta byla po explozi sousední planety Ceti Alpha VI posunuta na jinou oběžnou dráhu a její povrch se změnil v poušť. V té době zde půl roku žil Khan Noonien Singh a jeho stoupenci, které zde vysadil kapitán James T. Kirk poté, co se pokusili ovládnout USS Enterprise. V alternativní budoucnosti se Ceti Alpha V stala domovem pro 6 tisíc lidských uprchlíků, kteří přežili útok Xindů na Zemi a její kolonie. | Původně obyvatelná planeta byla po explozi sousední planety Ceti Alpha VI posunuta na jinou oběžnou dráhu a její povrch se změnil v poušť. V té době zde půl roku žil Khan Noonien Singh a jeho stoupenci, které zde vysadil kapitán James T. Kirk poté, co se pokusili ovládnout USS Enterprise. V alternativní budoucnosti se Ceti Alpha V stala domovem pro 6 tisíc lidských uprchlíků, kteří přežili útok Xindů na Zemi a její kolonie. | Původně obyvatelná planeta byla po explozi sousední planety Ceti Alpha VI posunuta na jinou oběžnou dráhu a její povrch se změnil v poušť. V té době zde půl roku žil Khan Noonien Singh a jeho stoupenci, které zde vysadil kapitán James T. Kirk poté, co se pokusili ovládnout USS Enterprise. V alternativní budoucnosti se Ceti Alpha V stala domovem pro 6 tisíc lidských uprchlíků, kteří přežili útok Xindů na Zemi a její kolonie. | Původně obyvatelná planeta byla po explozi sousední planety Ceti Alpha VI posunuta na jinou oběžnou dráhu a její povrch se změnil v poušť. V té době zde půl roku žil Khan Noonien Singh a jeho stoupenci, které zde vysadil kapitán James T. Kirk poté, co se pokusili ovládnout USS Enterprise. V alternativní budoucnosti se Ceti Alpha V stala domovem pro 6 tisíc lidských uprchlíků, kteří přežili útok Xindů na Zemi a její kolonie. | TOS: Vesmírné sémě film: Star Trek II: Khanův hněv |

## D
| Planeta | Systém | Kv. | Odkazy | Rasa                             |
| Popis | Popis | Popis | Popis | Epizody                          |
| Dakala | | | MA ST |                                  |
| Takzvaná "bludná planeta", která se již velmi dávno odpojila od své mateřské hvězdy, a nyní se toulá vesmírem. I přes to, že na povrch nesvítí sluneční světlo, nachází se zde místa s velmi hojnou vegetací i faunou. Ty jsou totiž soustředěny okolo povrchových průduchů, ze kterých proudí teplo z jádra planety. V roce 2165 ji objevila Enterprise (NX-01) a zjistila, že je již po generace využívána jako lovecká oblast pro rasu Esků. | Takzvaná "bludná planeta", která se již velmi dávno odpojila od své mateřské hvězdy, a nyní se toulá vesmírem. I přes to, že na povrch nesvítí sluneční světlo, nachází se zde místa s velmi hojnou vegetací i faunou. Ty jsou totiž soustředěny okolo povrchových průduchů, ze kterých proudí teplo z jádra planety. V roce 2165 ji objevila Enterprise (NX-01) a zjistila, že je již po generace využívána jako lovecká oblast pro rasu Esků. | Takzvaná "bludná planeta", která se již velmi dávno odpojila od své mateřské hvězdy, a nyní se toulá vesmírem. I přes to, že na povrch nesvítí sluneční světlo, nachází se zde místa s velmi hojnou vegetací i faunou. Ty jsou totiž soustředěny okolo povrchových průduchů, ze kterých proudí teplo z jádra planety. V roce 2165 ji objevila Enterprise (NX-01) a zjistila, že je již po generace využívána jako lovecká oblast pro rasu Esků. | Takzvaná "bludná planeta", která se již velmi dávno odpojila od své mateřské hvězdy, a nyní se toulá vesmírem. I přes to, že na povrch nesvítí sluneční světlo, nachází se zde místa s velmi hojnou vegetací i faunou. Ty jsou totiž soustředěny okolo povrchových průduchů, ze kterých proudí teplo z jádra planety. V roce 2165 ji objevila Enterprise (NX-01) a zjistila, že je již po generace využívána jako lovecká oblast pro rasu Esků. | ENT: Bludná planeta              |
| | | | |                                  |
| Deneva Prime | Deneva | β | MA ST K |                                  |
| Tato planeta třídy M byla známa Vulkáncům již ve 22. století, kolonie zde byla zřízena v polovině tohoto století. O sto let později zde žilo již přes milion kolonistů a zdejší základna sloužila především jako sklad a ubytovna pro pracovníky z nedalekého pásu asteroidů. V roce 2266, osm měsíců před příletem USS Enterprise, sem lodě z planety Ingraham B zavlekli neurálního parazita, který postupně napadl všechny obyvatele planety. Kapitán James T. Kirk a jeho posádka přišli na způsob, jak parazita zničit, ale do té doby zemřel jeho bratr Sam i jeho žena Aurelan. | Tato planeta třídy M byla známa Vulkáncům již ve 22. století, kolonie zde byla zřízena v polovině tohoto století. O sto let později zde žilo již přes milion kolonistů a zdejší základna sloužila především jako sklad a ubytovna pro pracovníky z nedalekého pásu asteroidů. V roce 2266, osm měsíců před příletem USS Enterprise, sem lodě z planety Ingraham B zavlekli neurálního parazita, který postupně napadl všechny obyvatele planety. Kapitán James T. Kirk a jeho posádka přišli na způsob, jak parazita zničit, ale do té doby zemřel jeho bratr Sam i jeho žena Aurelan. | Tato planeta třídy M byla známa Vulkáncům již ve 22. století, kolonie zde byla zřízena v polovině tohoto století. O sto let později zde žilo již přes milion kolonistů a zdejší základna sloužila především jako sklad a ubytovna pro pracovníky z nedalekého pásu asteroidů. V roce 2266, osm měsíců před příletem USS Enterprise, sem lodě z planety Ingraham B zavlekli neurálního parazita, který postupně napadl všechny obyvatele planety. Kapitán James T. Kirk a jeho posádka přišli na způsob, jak parazita zničit, ale do té doby zemřel jeho bratr Sam i jeho žena Aurelan. | Tato planeta třídy M byla známa Vulkáncům již ve 22. století, kolonie zde byla zřízena v polovině tohoto století. O sto let později zde žilo již přes milion kolonistů a zdejší základna sloužila především jako sklad a ubytovna pro pracovníky z nedalekého pásu asteroidů. V roce 2266, osm měsíců před příletem USS Enterprise, sem lodě z planety Ingraham B zavlekli neurálního parazita, který postupně napadl všechny obyvatele planety. Kapitán James T. Kirk a jeho posádka přišli na způsob, jak parazita zničit, ale do té doby zemřel jeho bratr Sam i jeho žena Aurelan. | TOS: Operace: Vyhlazení          |
| | | | |                                  |
| Dorvan V | Dorvan | α | MA ST K | Lidé                             |
| Tuto původně neobydlenou planetu kolonizovali severoameričtí indiáni ze Země. Nejprve byla 20 let součástí Federace, později se ocitla v Demilitarizované zóně pod vedením Cardassijské unie. Indiáni odmítli se přestěhovat a se souhlasem kapitána Picarda zůstali. | Tuto původně neobydlenou planetu kolonizovali severoameričtí indiáni ze Země. Nejprve byla 20 let součástí Federace, později se ocitla v Demilitarizované zóně pod vedením Cardassijské unie. Indiáni odmítli se přestěhovat a se souhlasem kapitána Picarda zůstali. | Tuto původně neobydlenou planetu kolonizovali severoameričtí indiáni ze Země. Nejprve byla 20 let součástí Federace, později se ocitla v Demilitarizované zóně pod vedením Cardassijské unie. Indiáni odmítli se přestěhovat a se souhlasem kapitána Picarda zůstali. | Tuto původně neobydlenou planetu kolonizovali severoameričtí indiáni ze Země. Nejprve byla 20 let součástí Federace, později se ocitla v Demilitarizované zóně pod vedením Cardassijské unie. Indiáni odmítli se přestěhovat a se souhlasem kapitána Picarda zůstali. | TNG: Konec cesty                 |
| | | | |                                  |
| Delta Vega | | | MA K |                                  |
| Neobydlená planeta, na které pouze funguje automatické zařízení Federace na štěpení lithia. | Neobydlená planeta, na které pouze funguje automatické zařízení Federace na štěpení lithia. | Neobydlená planeta, na které pouze funguje automatické zařízení Federace na štěpení lithia. | Neobydlená planeta, na které pouze funguje automatické zařízení Federace na štěpení lithia. | TOS: Kam se dosud člověk nevydal |

## E
| Planeta | Systém | Kv. | Odkazy | Rasa                                 |
| Popis | Popis | Popis | Popis | Epizody                              |
| Eminiar VII | | α | MA ST K | Eminiané                             |
| Obydlená planeta planeta třídy M nacházející se blízko hranic Federace. 500 let vedli její obyvatelé, Eminiané, válku s nedalekou planetou Vendikar. V roce 2267 po intervenci kapitána Jamese T. Kirka byla ukončena a velvyslanec Robert Fox mohl začít s mírovými jednáními.                                                                     | Obydlená planeta planeta třídy M nacházející se blízko hranic Federace. 500 let vedli její obyvatelé, Eminiané, válku s nedalekou planetou Vendikar. V roce 2267 po intervenci kapitána Jamese T. Kirka byla ukončena a velvyslanec Robert Fox mohl začít s mírovými jednáními.                                                                     | Obydlená planeta planeta třídy M nacházející se blízko hranic Federace. 500 let vedli její obyvatelé, Eminiané, válku s nedalekou planetou Vendikar. V roce 2267 po intervenci kapitána Jamese T. Kirka byla ukončena a velvyslanec Robert Fox mohl začít s mírovými jednáními.                                                                     | Obydlená planeta planeta třídy M nacházející se blízko hranic Federace. 500 let vedli její obyvatelé, Eminiané, válku s nedalekou planetou Vendikar. V roce 2267 po intervenci kapitána Jamese T. Kirka byla ukončena a velvyslanec Robert Fox mohl začít s mírovými jednáními.                                                                     | TOS: Příchuť zkázy TNG: Spiknutí,    |
| | | | |                                      |
| Exo III | | | MA ST K |                                      |
| Ledová neobydlená planeta třídy P, jejíž povrchová teplota je minus 100 stupňů Celsia a gravitace 1,1 pozemské. Její slunce před půl milionem začalo chladnout a její původní obyvatelé se uchýlili do podzemí, kde vymřeli. Doktor Roger Korby sem vedl expedici, která objevila stroj na výrobu androidů a později do nich přenesli i svá vědomí. | Ledová neobydlená planeta třídy P, jejíž povrchová teplota je minus 100 stupňů Celsia a gravitace 1,1 pozemské. Její slunce před půl milionem začalo chladnout a její původní obyvatelé se uchýlili do podzemí, kde vymřeli. Doktor Roger Korby sem vedl expedici, která objevila stroj na výrobu androidů a později do nich přenesli i svá vědomí. | Ledová neobydlená planeta třídy P, jejíž povrchová teplota je minus 100 stupňů Celsia a gravitace 1,1 pozemské. Její slunce před půl milionem začalo chladnout a její původní obyvatelé se uchýlili do podzemí, kde vymřeli. Doktor Roger Korby sem vedl expedici, která objevila stroj na výrobu androidů a později do nich přenesli i svá vědomí. | Ledová neobydlená planeta třídy P, jejíž povrchová teplota je minus 100 stupňů Celsia a gravitace 1,1 pozemské. Její slunce před půl milionem začalo chladnout a její původní obyvatelé se uchýlili do podzemí, kde vymřeli. Doktor Roger Korby sem vedl expedici, která objevila stroj na výrobu androidů a později do nich přenesli i svá vědomí. | TOS: Z čehopak se vyrábějí děvčátka? |

## F
| Planeta | Systém | Kv. | Odkazy | Rasa                    |
| Popis | Popis | Popis | Popis | Epizody                 |
| Ferenginar | | α | MA ST | Ferengové               |
| Mateřská planeta úskočného, lstivého a majetkem a penězi posedlého druhu Ferengů. Ferengové jsou v alfa kvadrantu nejznámějšími obchodníky. Ferenginar je neustále skrápěn deštěm. Ekonomika , která se řídí Pravidly zisku, je pro Ferengy nejdůležitější věcí v životě. | Mateřská planeta úskočného, lstivého a majetkem a penězi posedlého druhu Ferengů. Ferengové jsou v alfa kvadrantu nejznámějšími obchodníky. Ferenginar je neustále skrápěn deštěm. Ekonomika , která se řídí Pravidly zisku, je pro Ferengy nejdůležitější věcí v životě. | Mateřská planeta úskočného, lstivého a majetkem a penězi posedlého druhu Ferengů. Ferengové jsou v alfa kvadrantu nejznámějšími obchodníky. Ferenginar je neustále skrápěn deštěm. Ekonomika , která se řídí Pravidly zisku, je pro Ferengy nejdůležitější věcí v životě. | Mateřská planeta úskočného, lstivého a majetkem a penězi posedlého druhu Ferengů. Ferengové jsou v alfa kvadrantu nejznámějšími obchodníky. Ferenginar je neustále skrápěn deštěm. Ekonomika , která se řídí Pravidly zisku, je pro Ferengy nejdůležitější věcí v životě. | DS9: Rodinná záležitost |

## G
| Planeta | Systém | Kv. | Odkazy | Rasa                 |
| Popis | Popis | Popis | Popis | Epizody              |
| Gamma Trianguli VI | | α | MA |                      |
| Až do roku 2267 byla planeta posledních 10 tisíc let kontrolována Vaalem, počítačovým strojem se základní inteligencí. Ten značně ovládal a ovlivňoval jak zde žijící technicky málo vyspělou rasou humanoidů, tak kontrolu prostředí na celé planetě včetně teploty, složení atmosféry a radiace. Po zničení Vaala lodí USS Enterprise se obyvatelé planety stali svobodnými za cenu ztráty ochrany a bezpečnosti, kterou jim Vaal poskytoval. | Až do roku 2267 byla planeta posledních 10 tisíc let kontrolována Vaalem, počítačovým strojem se základní inteligencí. Ten značně ovládal a ovlivňoval jak zde žijící technicky málo vyspělou rasou humanoidů, tak kontrolu prostředí na celé planetě včetně teploty, složení atmosféry a radiace. Po zničení Vaala lodí USS Enterprise se obyvatelé planety stali svobodnými za cenu ztráty ochrany a bezpečnosti, kterou jim Vaal poskytoval. | Až do roku 2267 byla planeta posledních 10 tisíc let kontrolována Vaalem, počítačovým strojem se základní inteligencí. Ten značně ovládal a ovlivňoval jak zde žijící technicky málo vyspělou rasou humanoidů, tak kontrolu prostředí na celé planetě včetně teploty, složení atmosféry a radiace. Po zničení Vaala lodí USS Enterprise se obyvatelé planety stali svobodnými za cenu ztráty ochrany a bezpečnosti, kterou jim Vaal poskytoval. | Až do roku 2267 byla planeta posledních 10 tisíc let kontrolována Vaalem, počítačovým strojem se základní inteligencí. Ten značně ovládal a ovlivňoval jak zde žijící technicky málo vyspělou rasou humanoidů, tak kontrolu prostředí na celé planetě včetně teploty, složení atmosféry a radiace. Po zničení Vaala lodí USS Enterprise se obyvatelé planety stali svobodnými za cenu ztráty ochrany a bezpečnosti, kterou jim Vaal poskytoval. | TOS: Jablko          |
| | | | |                      |
| Gothos | | | MA |                      |
| Planeta velikosti 1E se železo-křemičitým jádrem nacházející se ve hvězdné poušti. Má jedovatou atmosféru, žádný život na povrchu a probíhá zde nepřetržitá vulkanická aktivita. Ve skutečnosti byla planeta uměle vytvořena entitou Trelane v roce 2267, aby si zde s posádkou USS Enterprise mohl "hrát". | Planeta velikosti 1E se železo-křemičitým jádrem nacházející se ve hvězdné poušti. Má jedovatou atmosféru, žádný život na povrchu a probíhá zde nepřetržitá vulkanická aktivita. Ve skutečnosti byla planeta uměle vytvořena entitou Trelane v roce 2267, aby si zde s posádkou USS Enterprise mohl "hrát". | Planeta velikosti 1E se železo-křemičitým jádrem nacházející se ve hvězdné poušti. Má jedovatou atmosféru, žádný život na povrchu a probíhá zde nepřetržitá vulkanická aktivita. Ve skutečnosti byla planeta uměle vytvořena entitou Trelane v roce 2267, aby si zde s posádkou USS Enterprise mohl "hrát". | Planeta velikosti 1E se železo-křemičitým jádrem nacházející se ve hvězdné poušti. Má jedovatou atmosféru, žádný život na povrchu a probíhá zde nepřetržitá vulkanická aktivita. Ve skutečnosti byla planeta uměle vytvořena entitou Trelane v roce 2267, aby si zde s posádkou USS Enterprise mohl "hrát". | TOS: Zeman z Gothosu |

## H
| Planeta | Systém | Kv. | Odkazy | Rasa        |
| Popis | Popis | Popis | Popis | Epizody     |
| Hanon IV | Hanon | δ | MA ST |             |
| Planeta ve stádiu vulkanického vývoje. Je obydlena primitivním humanoidním obyvatelstvem. Posádka federální lodi Voyager zde byla zanechána poté, co jí Kazoni napadli a ovládli. | Planeta ve stádiu vulkanického vývoje. Je obydlena primitivním humanoidním obyvatelstvem. Posádka federální lodi Voyager zde byla zanechána poté, co jí Kazoni napadli a ovládli. | Planeta ve stádiu vulkanického vývoje. Je obydlena primitivním humanoidním obyvatelstvem. Posádka federální lodi Voyager zde byla zanechána poté, co jí Kazoni napadli a ovládli. | Planeta ve stádiu vulkanického vývoje. Je obydlena primitivním humanoidním obyvatelstvem. Posádka federální lodi Voyager zde byla zanechána poté, co jí Kazoni napadli a ovládli. | VOY Základy |
| | | | |             |
| Haven | Beta Cassius | | MA ST K |             |
| Haven (v českém dabingu Oáza) je planeta třídy M proslavená svou krásou a stejně jako Risa slouží k rekreaci a odpočinku. Má ochrannou smlouvu s Federací. V době kdy se u planety zdržovala Enterprise-D, se k ní blížila i loď Tarelianů, kteří byli pokládáni za vyhynulý druh. Protože se Tareliané sami vyhubili zákeřnou nemocí v občanské válce, požádala vláda planety Enterprise o pomoc. | Haven (v českém dabingu Oáza) je planeta třídy M proslavená svou krásou a stejně jako Risa slouží k rekreaci a odpočinku. Má ochrannou smlouvu s Federací. V době kdy se u planety zdržovala Enterprise-D, se k ní blížila i loď Tarelianů, kteří byli pokládáni za vyhynulý druh. Protože se Tareliané sami vyhubili zákeřnou nemocí v občanské válce, požádala vláda planety Enterprise o pomoc. | Haven (v českém dabingu Oáza) je planeta třídy M proslavená svou krásou a stejně jako Risa slouží k rekreaci a odpočinku. Má ochrannou smlouvu s Federací. V době kdy se u planety zdržovala Enterprise-D, se k ní blížila i loď Tarelianů, kteří byli pokládáni za vyhynulý druh. Protože se Tareliané sami vyhubili zákeřnou nemocí v občanské válce, požádala vláda planety Enterprise o pomoc. | Haven (v českém dabingu Oáza) je planeta třídy M proslavená svou krásou a stejně jako Risa slouží k rekreaci a odpočinku. Má ochrannou smlouvu s Federací. V době kdy se u planety zdržovala Enterprise-D, se k ní blížila i loď Tarelianů, kteří byli pokládáni za vyhynulý druh. Protože se Tareliané sami vyhubili zákeřnou nemocí v občanské válce, požádala vláda planety Enterprise o pomoc. | TNG: Oáza   |

## J
| Planeta | Systém | Kv. | Odkazy | Rasa                 |
| Popis | Popis | Popis | Popis | Epizody              |
| Janus VI | | α | MA K | Hortové              |
| Janus VI byl kolonizován na začátku 23. století a hlavním účelem zdejší kolonie byla těžba minerálů, především zlata, pergia, uranu a platiny. Poté, co byly vytěženy horní vrstvy zásob se horníci pustili níže, kde začali ničit všudypřítomné křemíkové konkrece. Jak se později ukázalo, byla to vejce nehumanoidního Horty, která v rámci odvety napadal a zabíjel horníky. Spock provedl spojení mysli s tímto tvorem a dohodl podmínky příměří ke spokojenosti obou stran. | Janus VI byl kolonizován na začátku 23. století a hlavním účelem zdejší kolonie byla těžba minerálů, především zlata, pergia, uranu a platiny. Poté, co byly vytěženy horní vrstvy zásob se horníci pustili níže, kde začali ničit všudypřítomné křemíkové konkrece. Jak se později ukázalo, byla to vejce nehumanoidního Horty, která v rámci odvety napadal a zabíjel horníky. Spock provedl spojení mysli s tímto tvorem a dohodl podmínky příměří ke spokojenosti obou stran. | Janus VI byl kolonizován na začátku 23. století a hlavním účelem zdejší kolonie byla těžba minerálů, především zlata, pergia, uranu a platiny. Poté, co byly vytěženy horní vrstvy zásob se horníci pustili níže, kde začali ničit všudypřítomné křemíkové konkrece. Jak se později ukázalo, byla to vejce nehumanoidního Horty, která v rámci odvety napadal a zabíjel horníky. Spock provedl spojení mysli s tímto tvorem a dohodl podmínky příměří ke spokojenosti obou stran. | Janus VI byl kolonizován na začátku 23. století a hlavním účelem zdejší kolonie byla těžba minerálů, především zlata, pergia, uranu a platiny. Poté, co byly vytěženy horní vrstvy zásob se horníci pustili níže, kde začali ničit všudypřítomné křemíkové konkrece. Jak se později ukázalo, byla to vejce nehumanoidního Horty, která v rámci odvety napadal a zabíjel horníky. Spock provedl spojení mysli s tímto tvorem a dohodl podmínky příměří ke spokojenosti obou stran. | TOS: Ďábel v temnotě |

## K
| Planeta | Systém | Kv. | Odkazy | Rasa             |
| Popis | Popis | Popis | Popis | Epizody          |
| Khitomer | | β | MA ST | Klingoni         |
| Khitomer je Zemi podobný svět, náležející Klingonské říši. Byla zde podepsána tzv. Khitomerská mírová dohoda mezi Klingony a Spojenou federací planet. Roku 2346 klingonskou kolonii zničili Romulané, což umožnila zrada Ja'roda, ale kancléř K'mpec vinu později svedl na Worfova otce Mogha. | Khitomer je Zemi podobný svět, náležející Klingonské říši. Byla zde podepsána tzv. Khitomerská mírová dohoda mezi Klingony a Spojenou federací planet. Roku 2346 klingonskou kolonii zničili Romulané, což umožnila zrada Ja'roda, ale kancléř K'mpec vinu později svedl na Worfova otce Mogha. | Khitomer je Zemi podobný svět, náležející Klingonské říši. Byla zde podepsána tzv. Khitomerská mírová dohoda mezi Klingony a Spojenou federací planet. Roku 2346 klingonskou kolonii zničili Romulané, což umožnila zrada Ja'roda, ale kancléř K'mpec vinu později svedl na Worfova otce Mogha. | Khitomer je Zemi podobný svět, náležející Klingonské říši. Byla zde podepsána tzv. Khitomerská mírová dohoda mezi Klingony a Spojenou federací planet. Roku 2346 klingonskou kolonii zničili Romulané, což umožnila zrada Ja'roda, ale kancléř K'mpec vinu později svedl na Worfova otce Mogha. | TNG: Hříchy otce |

## M
| Planeta | Systém | Kv. | Odkazy | Rasa                                                 |
| Popis | Popis | Popis | Popis | Epizody                                              |
| Makus III | | α | MA K |                                                      |
| Obydlená třetí planeta soustavy Makus nacházející se pravděpodobně mezi územím Tholianů a Romulanů. V roce 2267 sem měla USS Enterprise dopravit nouzové lékařské zásoby, které byly určeny pro kolonii Nová Paříž. | Obydlená třetí planeta soustavy Makus nacházející se pravděpodobně mezi územím Tholianů a Romulanů. V roce 2267 sem měla USS Enterprise dopravit nouzové lékařské zásoby, které byly určeny pro kolonii Nová Paříž. | Obydlená třetí planeta soustavy Makus nacházející se pravděpodobně mezi územím Tholianů a Romulanů. V roce 2267 sem měla USS Enterprise dopravit nouzové lékařské zásoby, které byly určeny pro kolonii Nová Paříž. | Obydlená třetí planeta soustavy Makus nacházející se pravděpodobně mezi územím Tholianů a Romulanů. V roce 2267 sem měla USS Enterprise dopravit nouzové lékařské zásoby, které byly určeny pro kolonii Nová Paříž. | TOS: Sedm z Galilea                                  |
| | | | |                                                      |
| Mars | Sluneční soustava | α | MA K | Lidé                                                 |
| Mars je čtvrtá planeta Sluneční soustavy. Ve Star Treku je to lidmi kolonizovaná planeta. První oficiální kolonie byla na Marsu zřízena v roce 2103, roku 2155 již probíhala terraformace a atmosféra byla dýchatelná. V té době se zde nacházelo takzvané verteronové pole: zbraň, která byla schopna zničit asteroidy či komety, které by ohrožovaly Zemi či její kolonie ve Sluneční soustavě.. V později vybudované kolonii Utopia Planitia se projektují vesmírné lodě Hvězdné flotily přímo nad kolonií, na oběžné dráze se nachází klíčové stavební doky Hvězdné flotily. Byla zde postavena například loď USS Voyager. | Mars je čtvrtá planeta Sluneční soustavy. Ve Star Treku je to lidmi kolonizovaná planeta. První oficiální kolonie byla na Marsu zřízena v roce 2103, roku 2155 již probíhala terraformace a atmosféra byla dýchatelná. V té době se zde nacházelo takzvané verteronové pole: zbraň, která byla schopna zničit asteroidy či komety, které by ohrožovaly Zemi či její kolonie ve Sluneční soustavě.. V později vybudované kolonii Utopia Planitia se projektují vesmírné lodě Hvězdné flotily přímo nad kolonií, na oběžné dráze se nachází klíčové stavební doky Hvězdné flotily. Byla zde postavena například loď USS Voyager. | Mars je čtvrtá planeta Sluneční soustavy. Ve Star Treku je to lidmi kolonizovaná planeta. První oficiální kolonie byla na Marsu zřízena v roce 2103, roku 2155 již probíhala terraformace a atmosféra byla dýchatelná. V té době se zde nacházelo takzvané verteronové pole: zbraň, která byla schopna zničit asteroidy či komety, které by ohrožovaly Zemi či její kolonie ve Sluneční soustavě.. V později vybudované kolonii Utopia Planitia se projektují vesmírné lodě Hvězdné flotily přímo nad kolonií, na oběžné dráze se nachází klíčové stavební doky Hvězdné flotily. Byla zde postavena například loď USS Voyager. | Mars je čtvrtá planeta Sluneční soustavy. Ve Star Treku je to lidmi kolonizovaná planeta. První oficiální kolonie byla na Marsu zřízena v roce 2103, roku 2155 již probíhala terraformace a atmosféra byla dýchatelná. V té době se zde nacházelo takzvané verteronové pole: zbraň, která byla schopna zničit asteroidy či komety, které by ohrožovaly Zemi či její kolonie ve Sluneční soustavě.. V později vybudované kolonii Utopia Planitia se projektují vesmírné lodě Hvězdné flotily přímo nad kolonií, na oběžné dráze se nachází klíčové stavební doky Hvězdné flotily. Byla zde postavena například loď USS Voyager. | TNG: To nejlepší z obou světů (část 2), Cizíma očima |
| | | | |                                                      |
| M-113 | | | MA ST K |                                                      |
| Neobydlená planeta, na které zůstaly stopy po dávno vymřelé civilizaci. Archeolog doktor Robert Crater zde několik let pracoval a žil s podivnou bytostí, která zabila jeho ženu Nancy a poté převzala její podobu. | Neobydlená planeta, na které zůstaly stopy po dávno vymřelé civilizaci. Archeolog doktor Robert Crater zde několik let pracoval a žil s podivnou bytostí, která zabila jeho ženu Nancy a poté převzala její podobu. | Neobydlená planeta, na které zůstaly stopy po dávno vymřelé civilizaci. Archeolog doktor Robert Crater zde několik let pracoval a žil s podivnou bytostí, která zabila jeho ženu Nancy a poté převzala její podobu. | Neobydlená planeta, na které zůstaly stopy po dávno vymřelé civilizaci. Archeolog doktor Robert Crater zde několik let pracoval a žil s podivnou bytostí, která zabila jeho ženu Nancy a poté převzala její podobu. | TOS: Past na muže                                    |

## O
| Planeta | Systém | Kv. | Odkazy | Rasa                           |
| Popis | Popis | Popis | Popis | Epizody                        |
| Ocampa | | δ | MA ST | Ocampové                       |
| Ocampa je pátou planetou soustavy a domovským světem Ocampů. Před tisíci lety však na planetu přišel cizí druh, který svou technologii zničil atmosféru planety natolik, že se Ocampové museli přesunout do podzemí. Z povrchu planety se stala poušť, a usadili se zde Kazoni. Ocampům na pomoc byl poslán tzv. Ochránce z druhu, který měl Ocampy na svědomí. Ten vybudoval podzemní město, a zásoboval Ocampy vodou, jídlem a staral se o ně. Až doby, kdy zemřel. | Ocampa je pátou planetou soustavy a domovským světem Ocampů. Před tisíci lety však na planetu přišel cizí druh, který svou technologii zničil atmosféru planety natolik, že se Ocampové museli přesunout do podzemí. Z povrchu planety se stala poušť, a usadili se zde Kazoni. Ocampům na pomoc byl poslán tzv. Ochránce z druhu, který měl Ocampy na svědomí. Ten vybudoval podzemní město, a zásoboval Ocampy vodou, jídlem a staral se o ně. Až doby, kdy zemřel. | Ocampa je pátou planetou soustavy a domovským světem Ocampů. Před tisíci lety však na planetu přišel cizí druh, který svou technologii zničil atmosféru planety natolik, že se Ocampové museli přesunout do podzemí. Z povrchu planety se stala poušť, a usadili se zde Kazoni. Ocampům na pomoc byl poslán tzv. Ochránce z druhu, který měl Ocampy na svědomí. Ten vybudoval podzemní město, a zásoboval Ocampy vodou, jídlem a staral se o ně. Až doby, kdy zemřel. | Ocampa je pátou planetou soustavy a domovským světem Ocampů. Před tisíci lety však na planetu přišel cizí druh, který svou technologii zničil atmosféru planety natolik, že se Ocampové museli přesunout do podzemí. Z povrchu planety se stala poušť, a usadili se zde Kazoni. Ocampům na pomoc byl poslán tzv. Ochránce z druhu, který měl Ocampy na svědomí. Ten vybudoval podzemní město, a zásoboval Ocampy vodou, jídlem a staral se o ně. Až doby, kdy zemřel. | VOY: Ochránce, Předtím a potom |
| | | | |                                |
| Omicron Ceti III | Mira | α | MA | Lidé                           |
| Třetí planeta systému Mira byla vhodná pro kolonizaci a později se stale členem Federace. Její jedinou nevýhodou byla absence živočichů, kteří zde přežili pouze týden kvůli Bertholdovým paprskům. První kolonisty záhy napadla neznámá rostlina vystřelující spóry, které na jednu stranu chránily před škodlivými paprsky a způsobovaly pocit štěstí, na druhou stranu to vedlo k apatii a laxnosti. Kapitán James T. Kirk tak musel upravit subsonický vysílač na USS Enterprise, aby všechny na planetě vyléčil. | Třetí planeta systému Mira byla vhodná pro kolonizaci a později se stale členem Federace. Její jedinou nevýhodou byla absence živočichů, kteří zde přežili pouze týden kvůli Bertholdovým paprskům. První kolonisty záhy napadla neznámá rostlina vystřelující spóry, které na jednu stranu chránily před škodlivými paprsky a způsobovaly pocit štěstí, na druhou stranu to vedlo k apatii a laxnosti. Kapitán James T. Kirk tak musel upravit subsonický vysílač na USS Enterprise, aby všechny na planetě vyléčil. | Třetí planeta systému Mira byla vhodná pro kolonizaci a později se stale členem Federace. Její jedinou nevýhodou byla absence živočichů, kteří zde přežili pouze týden kvůli Bertholdovým paprskům. První kolonisty záhy napadla neznámá rostlina vystřelující spóry, které na jednu stranu chránily před škodlivými paprsky a způsobovaly pocit štěstí, na druhou stranu to vedlo k apatii a laxnosti. Kapitán James T. Kirk tak musel upravit subsonický vysílač na USS Enterprise, aby všechny na planetě vyléčil. | Třetí planeta systému Mira byla vhodná pro kolonizaci a později se stale členem Federace. Její jedinou nevýhodou byla absence živočichů, kteří zde přežili pouze týden kvůli Bertholdovým paprskům. První kolonisty záhy napadla neznámá rostlina vystřelující spóry, které na jednu stranu chránily před škodlivými paprsky a způsobovaly pocit štěstí, na druhou stranu to vedlo k apatii a laxnosti. Kapitán James T. Kirk tak musel upravit subsonický vysílač na USS Enterprise, aby všechny na planetě vyléčil. | TOS: Vyhnání z ráje            |
| | | | |                                |
| Organia | | | MA ST K | Organiané                      |
| Obydlená planeta blízko hranic Federace a Klingonské říše. Díky své strategické poloze byla předmětem sporů mezi oběma mocnostmi, což vedlo až k ozbrojenému střetu mezi USS Enterprise a klingonskými bitevními křižníky třídy D7. Původní obyvatelé, Organiané, využili svou a oběma stranám nakonec vnutili mírovou dohodu. | Obydlená planeta blízko hranic Federace a Klingonské říše. Díky své strategické poloze byla předmětem sporů mezi oběma mocnostmi, což vedlo až k ozbrojenému střetu mezi USS Enterprise a klingonskými bitevními křižníky třídy D7. Původní obyvatelé, Organiané, využili svou a oběma stranám nakonec vnutili mírovou dohodu. | Obydlená planeta blízko hranic Federace a Klingonské říše. Díky své strategické poloze byla předmětem sporů mezi oběma mocnostmi, což vedlo až k ozbrojenému střetu mezi USS Enterprise a klingonskými bitevními křižníky třídy D7. Původní obyvatelé, Organiané, využili svou a oběma stranám nakonec vnutili mírovou dohodu. | Obydlená planeta blízko hranic Federace a Klingonské říše. Díky své strategické poloze byla předmětem sporů mezi oběma mocnostmi, což vedlo až k ozbrojenému střetu mezi USS Enterprise a klingonskými bitevními křižníky třídy D7. Původní obyvatelé, Organiané, využili svou a oběma stranám nakonec vnutili mírovou dohodu. | TOS: Věc soucitu               |
| | | | |                                |
| Ornara | Delos | | MA ST K | Ornarané                       |
| Planeta systému Delos, který obsahoval i planetu Brekka obývanou Brekkianů. 200 let před příletem Enterprise-D, když na tehdy vyspělejší Ornaře vypukla nemoc a obývanou Ornarané umírali, Brekkiané jim poskytli lék, jenž byl extraktem z rostliny, rostoucí pouze na planetě Brekka. Nebylo ho možné na Ornaře pěstovat. Brekkiané trpěli stejnou chorobou, ale tato látka, felicium, je vyléčila. Ornaranům však neřekli, že je jejich nemoc vyléčena, a zařídili, aby se na feliciu stali Ornarané závislí, a poté celou svou ekonomiku založili na pěstování felicia, jeho zpracování, a následném prodeji Ornaranům, které tím vykořisťovali. | Planeta systému Delos, který obsahoval i planetu Brekka obývanou Brekkianů. 200 let před příletem Enterprise-D, když na tehdy vyspělejší Ornaře vypukla nemoc a obývanou Ornarané umírali, Brekkiané jim poskytli lék, jenž byl extraktem z rostliny, rostoucí pouze na planetě Brekka. Nebylo ho možné na Ornaře pěstovat. Brekkiané trpěli stejnou chorobou, ale tato látka, felicium, je vyléčila. Ornaranům však neřekli, že je jejich nemoc vyléčena, a zařídili, aby se na feliciu stali Ornarané závislí, a poté celou svou ekonomiku založili na pěstování felicia, jeho zpracování, a následném prodeji Ornaranům, které tím vykořisťovali. | Planeta systému Delos, který obsahoval i planetu Brekka obývanou Brekkianů. 200 let před příletem Enterprise-D, když na tehdy vyspělejší Ornaře vypukla nemoc a obývanou Ornarané umírali, Brekkiané jim poskytli lék, jenž byl extraktem z rostliny, rostoucí pouze na planetě Brekka. Nebylo ho možné na Ornaře pěstovat. Brekkiané trpěli stejnou chorobou, ale tato látka, felicium, je vyléčila. Ornaranům však neřekli, že je jejich nemoc vyléčena, a zařídili, aby se na feliciu stali Ornarané závislí, a poté celou svou ekonomiku založili na pěstování felicia, jeho zpracování, a následném prodeji Ornaranům, které tím vykořisťovali. | Planeta systému Delos, který obsahoval i planetu Brekka obývanou Brekkianů. 200 let před příletem Enterprise-D, když na tehdy vyspělejší Ornaře vypukla nemoc a obývanou Ornarané umírali, Brekkiané jim poskytli lék, jenž byl extraktem z rostliny, rostoucí pouze na planetě Brekka. Nebylo ho možné na Ornaře pěstovat. Brekkiané trpěli stejnou chorobou, ale tato látka, felicium, je vyléčila. Ornaranům však neřekli, že je jejich nemoc vyléčena, a zařídili, aby se na feliciu stali Ornarané závislí, a poté celou svou ekonomiku založili na pěstování felicia, jeho zpracování, a následném prodeji Ornaranům, které tím vykořisťovali. | TNG: Symbióza                  |

## P
| Planeta | Systém | Kv. | Odkazy | Rasa                          |
| Popis | Popis | Popis | Popis | Epizody                       |
| P'Jem | | β | MA ST | Vulkánci                      |
| P'Jem je vulkánský chrám na planetě blízko Andorie. Zde se vulkánští mniši oddávají modlitbám. Ve skutečnosti se však pod tímto chrámem nacházelo rozsáhlé zařízení, které sledovalo dění na andorianském území. Andoriané zařízení i chrám zničili.                                                                                    | P'Jem je vulkánský chrám na planetě blízko Andorie. Zde se vulkánští mniši oddávají modlitbám. Ve skutečnosti se však pod tímto chrámem nacházelo rozsáhlé zařízení, které sledovalo dění na andorianském území. Andoriané zařízení i chrám zničili.                                                                                    | P'Jem je vulkánský chrám na planetě blízko Andorie. Zde se vulkánští mniši oddávají modlitbám. Ve skutečnosti se však pod tímto chrámem nacházelo rozsáhlé zařízení, které sledovalo dění na andorianském území. Andoriané zařízení i chrám zničili.                                                                                    | P'Jem je vulkánský chrám na planetě blízko Andorie. Zde se vulkánští mniši oddávají modlitbám. Ve skutečnosti se však pod tímto chrámem nacházelo rozsáhlé zařízení, které sledovalo dění na andorianském území. Andoriané zařízení i chrám zničili.                                                                                    | ENT: Setkání s Andoriany      |
| | | | |                               |
| Paraagan II | | β | MA | Paraagani                     |
| Kolem roku 2131 zde Paraagani založili důlní kolonii, která se úspěšně rozvíjela dalších 20 let. Roku 2151 byla zničena explozí tetrazenu, jenž vznikal při těžení nerostů. Původně byla za její zánik obviněna loď Enterprise, později byla vina připsána Sulibanům z Kabaly.                                                          | Kolem roku 2131 zde Paraagani založili důlní kolonii, která se úspěšně rozvíjela dalších 20 let. Roku 2151 byla zničena explozí tetrazenu, jenž vznikal při těžení nerostů. Původně byla za její zánik obviněna loď Enterprise, později byla vina připsána Sulibanům z Kabaly.                                                          | Kolem roku 2131 zde Paraagani založili důlní kolonii, která se úspěšně rozvíjela dalších 20 let. Roku 2151 byla zničena explozí tetrazenu, jenž vznikal při těžení nerostů. Původně byla za její zánik obviněna loď Enterprise, později byla vina připsána Sulibanům z Kabaly.                                                          | Kolem roku 2131 zde Paraagani založili důlní kolonii, která se úspěšně rozvíjela dalších 20 let. Roku 2151 byla zničena explozí tetrazenu, jenž vznikal při těžení nerostů. Původně byla za její zánik obviněna loď Enterprise, později byla vina připsána Sulibanům z Kabaly.                                                          | ENT: Rázová vlna              |
| | | | |                               |
| Pollux IV | Beta Geminorum | α | MA K |                               |
| Neobydlená planeta třídy M s kyslíkovo-dusíkovu atmosférou stará přibližně čtyři miliardy let se stala domovem velmi mocných bytostí, které sem přesídlily poté, co jejich vliv na Zemi začal slábnout. V roce 2267 z nich existoval již jen Apollón, který unesl část posádky USS Enterprise, aby je přinutil sloužit mu a uctívat ho. | Neobydlená planeta třídy M s kyslíkovo-dusíkovu atmosférou stará přibližně čtyři miliardy let se stala domovem velmi mocných bytostí, které sem přesídlily poté, co jejich vliv na Zemi začal slábnout. V roce 2267 z nich existoval již jen Apollón, který unesl část posádky USS Enterprise, aby je přinutil sloužit mu a uctívat ho. | Neobydlená planeta třídy M s kyslíkovo-dusíkovu atmosférou stará přibližně čtyři miliardy let se stala domovem velmi mocných bytostí, které sem přesídlily poté, co jejich vliv na Zemi začal slábnout. V roce 2267 z nich existoval již jen Apollón, který unesl část posádky USS Enterprise, aby je přinutil sloužit mu a uctívat ho. | Neobydlená planeta třídy M s kyslíkovo-dusíkovu atmosférou stará přibližně čtyři miliardy let se stala domovem velmi mocných bytostí, které sem přesídlily poté, co jejich vliv na Zemi začal slábnout. V roce 2267 z nich existoval již jen Apollón, který unesl část posádky USS Enterprise, aby je přinutil sloužit mu a uctívat ho. | TOS: Kdo truchlí pro Adonise? |
| | | | |                               |
| Psi 2000 | | α | MA K |                               |
| Když k ní dorazila roku 2266 USS Enterprise, byla tato ledová planeta ve fázi rozpadu. Šestičlenná expedice Federace na jejím povrchu zmrzla, když se nakazila virem pojmenovaným podle planety. | Když k ní dorazila roku 2266 USS Enterprise, byla tato ledová planeta ve fázi rozpadu. Šestičlenná expedice Federace na jejím povrchu zmrzla, když se nakazila virem pojmenovaným podle planety. | Když k ní dorazila roku 2266 USS Enterprise, byla tato ledová planeta ve fázi rozpadu. Šestičlenná expedice Federace na jejím povrchu zmrzla, když se nakazila virem pojmenovaným podle planety. | Když k ní dorazila roku 2266 USS Enterprise, byla tato ledová planeta ve fázi rozpadu. Šestičlenná expedice Federace na jejím povrchu zmrzla, když se nakazila virem pojmenovaným podle planety. | TOS: Čas obnažení             |

## Q
| Planeta | Systém | Kv. | Odkazy | Rasa                                                 |
| Popis | Popis | Popis | Popis | Epizody                                              |
| Planeta Q | | | MA K |                                                      |
| V roce 2267 zde odehrál divadelní představení kočovný herecký soubor. Jeden z obyvatel kolonie, doktor Leighton, sem vylákal Jamese T. Kirka, aby mu sdělil podezření, že vedoucí souboru Karidian je ve skutečnosti Kodos, nechvalně proslulý masový vrah z planety Tarsus IV. | V roce 2267 zde odehrál divadelní představení kočovný herecký soubor. Jeden z obyvatel kolonie, doktor Leighton, sem vylákal Jamese T. Kirka, aby mu sdělil podezření, že vedoucí souboru Karidian je ve skutečnosti Kodos, nechvalně proslulý masový vrah z planety Tarsus IV. | V roce 2267 zde odehrál divadelní představení kočovný herecký soubor. Jeden z obyvatel kolonie, doktor Leighton, sem vylákal Jamese T. Kirka, aby mu sdělil podezření, že vedoucí souboru Karidian je ve skutečnosti Kodos, nechvalně proslulý masový vrah z planety Tarsus IV. | V roce 2267 zde odehrál divadelní představení kočovný herecký soubor. Jeden z obyvatel kolonie, doktor Leighton, sem vylákal Jamese T. Kirka, aby mu sdělil podezření, že vedoucí souboru Karidian je ve skutečnosti Kodos, nechvalně proslulý masový vrah z planety Tarsus IV. | TOS: Jeho Veličenstvo vrah                           |
| | | | |                                                      |
| Qo'noS | | β | MA ST K | Klingoni                                             |
| Qo'noS (přibližná výslovnost: kcho' enoš) neboli také Kronos či Klinzhai je hlavní planetou Klingonské říše. Sídlí zde všechny instituce impéria, nachází se tu také císařský palác. Planeta je klasifikována jako planeta třídy M a má měsíc Praxis, který je využíván hlavně k těžebním účelům. V roce 2297 došlo na měsíci k nehodě, která jej roztrhala. Následná exploze vyvolala subprostorovou šokovou vlnu, která těžce poškodila ozonovou vrstvu v atmosféře planety. Po této katastrofě Klingonská říše podepsala s Federací mír a obyvatele přestěhovala. Lidé planetu poprvé navštívili v roce 2151. | Qo'noS (přibližná výslovnost: kcho' enoš) neboli také Kronos či Klinzhai je hlavní planetou Klingonské říše. Sídlí zde všechny instituce impéria, nachází se tu také císařský palác. Planeta je klasifikována jako planeta třídy M a má měsíc Praxis, který je využíván hlavně k těžebním účelům. V roce 2297 došlo na měsíci k nehodě, která jej roztrhala. Následná exploze vyvolala subprostorovou šokovou vlnu, která těžce poškodila ozonovou vrstvu v atmosféře planety. Po této katastrofě Klingonská říše podepsala s Federací mír a obyvatele přestěhovala. Lidé planetu poprvé navštívili v roce 2151. | Qo'noS (přibližná výslovnost: kcho' enoš) neboli také Kronos či Klinzhai je hlavní planetou Klingonské říše. Sídlí zde všechny instituce impéria, nachází se tu také císařský palác. Planeta je klasifikována jako planeta třídy M a má měsíc Praxis, který je využíván hlavně k těžebním účelům. V roce 2297 došlo na měsíci k nehodě, která jej roztrhala. Následná exploze vyvolala subprostorovou šokovou vlnu, která těžce poškodila ozonovou vrstvu v atmosféře planety. Po této katastrofě Klingonská říše podepsala s Federací mír a obyvatele přestěhovala. Lidé planetu poprvé navštívili v roce 2151. | Qo'noS (přibližná výslovnost: kcho' enoš) neboli také Kronos či Klinzhai je hlavní planetou Klingonské říše. Sídlí zde všechny instituce impéria, nachází se tu také císařský palác. Planeta je klasifikována jako planeta třídy M a má měsíc Praxis, který je využíván hlavně k těžebním účelům. V roce 2297 došlo na měsíci k nehodě, která jej roztrhala. Následná exploze vyvolala subprostorovou šokovou vlnu, která těžce poškodila ozonovou vrstvu v atmosféře planety. Po této katastrofě Klingonská říše podepsala s Federací mír a obyvatele přestěhovala. Lidé planetu poprvé navštívili v roce 2151. | ENT: Setkání u Broken Bow TNG: Hříchy otce, Usmíření |

## R
| Planeta | Systém | Kv. | Odkazy | Rasa                                                  |
| Popis | Popis | Popis | Popis | Epizody                                               |
| Rigel VII | Beta Orionis | α | MA ST K | Rygeliané                                             |
| Jedna z dvanácti planet soustavy Beta Orionis, ze kterých je alespoň sedm obyvatelných. Na každé ze nachází různé druhy na rozdílném stupni vývoje. | Jedna z dvanácti planet soustavy Beta Orionis, ze kterých je alespoň sedm obyvatelných. Na každé ze nachází různé druhy na rozdílném stupni vývoje. | Jedna z dvanácti planet soustavy Beta Orionis, ze kterých je alespoň sedm obyvatelných. Na každé ze nachází různé druhy na rozdílném stupni vývoje. | Jedna z dvanácti planet soustavy Beta Orionis, ze kterých je alespoň sedm obyvatelných. Na každé ze nachází různé druhy na rozdílném stupni vývoje. | TOS: Klec                                             |
| | | | |                                                       |
| Rigel X | Beta Orionis | α | MA |                                                       |
| Ledová planeta, na jejím povrchu se nachází obchodní stanice obydlená mnoha různými druhy. Při pátrání po klingonovi Klaangovi se stala první planetou, kterou navštívila posádka lodi Enterprise (NX-01). | Ledová planeta, na jejím povrchu se nachází obchodní stanice obydlená mnoha různými druhy. Při pátrání po klingonovi Klaangovi se stala první planetou, kterou navštívila posádka lodi Enterprise (NX-01). | Ledová planeta, na jejím povrchu se nachází obchodní stanice obydlená mnoha různými druhy. Při pátrání po klingonovi Klaangovi se stala první planetou, kterou navštívila posádka lodi Enterprise (NX-01). | Ledová planeta, na jejím povrchu se nachází obchodní stanice obydlená mnoha různými druhy. Při pátrání po klingonovi Klaangovi se stala první planetou, kterou navštívila posádka lodi Enterprise (NX-01). | ENT: Setkání u Broken Bow                             |
| | | | |                                                       |
| Rigel XII | Rigel | α | MA K | Lidé                                                  |
| Původně neobydlená planeta, i když přežití ve volném terénu je krátkodobě možné. Voda a rostliny jsou vzácné, v atmosféře je mnoho písku, prachu a často zde zuří magnetické bouře. Ve 22. století se tu těžilo lithium. | Původně neobydlená planeta, i když přežití ve volném terénu je krátkodobě možné. Voda a rostliny jsou vzácné, v atmosféře je mnoho písku, prachu a často zde zuří magnetické bouře. Ve 22. století se tu těžilo lithium. | Původně neobydlená planeta, i když přežití ve volném terénu je krátkodobě možné. Voda a rostliny jsou vzácné, v atmosféře je mnoho písku, prachu a často zde zuří magnetické bouře. Ve 22. století se tu těžilo lithium. | Původně neobydlená planeta, i když přežití ve volném terénu je krátkodobě možné. Voda a rostliny jsou vzácné, v atmosféře je mnoho písku, prachu a často zde zuří magnetické bouře. Ve 22. století se tu těžilo lithium. | TOS: Muddovy ženy                                     |
| | | | |                                                       |
| Rinax | Talax | δ | MA ST | Talaxiané                                             |
| Rinax je obyvatelný měsíc planety Talax. V minulosti byl kolonizován Talaxiany. Během války s Haakoniany však byl však v roce 2355 téměř zničen zbraní zvanou metreonová kaskáda, která zničila měsíční ekosystém, a učinila měsíc neobyvatelný. Zahynulo zde téměř 300 tisíc Talaxianů. | Rinax je obyvatelný měsíc planety Talax. V minulosti byl kolonizován Talaxiany. Během války s Haakoniany však byl však v roce 2355 téměř zničen zbraní zvanou metreonová kaskáda, která zničila měsíční ekosystém, a učinila měsíc neobyvatelný. Zahynulo zde téměř 300 tisíc Talaxianů. | Rinax je obyvatelný měsíc planety Talax. V minulosti byl kolonizován Talaxiany. Během války s Haakoniany však byl však v roce 2355 téměř zničen zbraní zvanou metreonová kaskáda, která zničila měsíční ekosystém, a učinila měsíc neobyvatelný. Zahynulo zde téměř 300 tisíc Talaxianů. | Rinax je obyvatelný měsíc planety Talax. V minulosti byl kolonizován Talaxiany. Během války s Haakoniany však byl však v roce 2355 téměř zničen zbraní zvanou metreonová kaskáda, která zničila měsíční ekosystém, a učinila měsíc neobyvatelný. Zahynulo zde téměř 300 tisíc Talaxianů. | VOY: Jetrel                                           |
| | | | |                                                       |
| Risa | | β | MA ST K | Risané                                                |
| Exotická planeta s dvěma měsíci je domovem technologicky vyspělých Risanů a vyhledávaným místem pro dovolenou. Je členem Federace, ale také tu je poměrně vysoká kriminalita. | Exotická planeta s dvěma měsíci je domovem technologicky vyspělých Risanů a vyhledávaným místem pro dovolenou. Je členem Federace, ale také tu je poměrně vysoká kriminalita. | Exotická planeta s dvěma měsíci je domovem technologicky vyspělých Risanů a vyhledávaným místem pro dovolenou. Je členem Federace, ale také tu je poměrně vysoká kriminalita. | Exotická planeta s dvěma měsíci je domovem technologicky vyspělých Risanů a vyhledávaným místem pro dovolenou. Je členem Federace, ale také tu je poměrně vysoká kriminalita. | TNG: Kapitánova dovolená DS9: Kdo z vás je bez hříchu |
| | | | |                                                       |
| Remus | | β | MA ST K | Remané                                                |
| Remus se nachází ve stejném planetárním systému, jako planeta Romulus, domovský svět Romulanů. Je obydlen druhem Remanů, kteří se po příchodu Romulanů stali v podstatě jejich otroky. Ve 24. století se na Remu nacházejí doly, ve kterých Remané musí pod romulanskou hrozbou pracovat. | Remus se nachází ve stejném planetárním systému, jako planeta Romulus, domovský svět Romulanů. Je obydlen druhem Remanů, kteří se po příchodu Romulanů stali v podstatě jejich otroky. Ve 24. století se na Remu nacházejí doly, ve kterých Remané musí pod romulanskou hrozbou pracovat. | Remus se nachází ve stejném planetárním systému, jako planeta Romulus, domovský svět Romulanů. Je obydlen druhem Remanů, kteří se po příchodu Romulanů stali v podstatě jejich otroky. Ve 24. století se na Remu nacházejí doly, ve kterých Remané musí pod romulanskou hrozbou pracovat. | Remus se nachází ve stejném planetárním systému, jako planeta Romulus, domovský svět Romulanů. Je obydlen druhem Remanů, kteří se po příchodu Romulanů stali v podstatě jejich otroky. Ve 24. století se na Remu nacházejí doly, ve kterých Remané musí pod romulanskou hrozbou pracovat. | film: Star Trek X: Nemesis                            |
| | | | |                                                       |
| Romulus | | β | MA ST K | Romulané                                              |
| Centrum Romulanského impéria a domov Romulanů. Klasifikována je jako planeta třídy M s kontinenty a oceány, a až do 4. století pozemského času byl neobydlenou planetou. V této době zde však přistála skupina Vulkánců, kteří se na své domovské planetě Vulkánu vzbouřili proti filozofovi Surakovi a postupně osídlili další planety. Nový svět pro ně byl dokonalým místem pro vybudování nového impéria. Postupně si podrobili i další planety, první z nich byl nedaleký Remus. | Centrum Romulanského impéria a domov Romulanů. Klasifikována je jako planeta třídy M s kontinenty a oceány, a až do 4. století pozemského času byl neobydlenou planetou. V této době zde však přistála skupina Vulkánců, kteří se na své domovské planetě Vulkánu vzbouřili proti filozofovi Surakovi a postupně osídlili další planety. Nový svět pro ně byl dokonalým místem pro vybudování nového impéria. Postupně si podrobili i další planety, první z nich byl nedaleký Remus. | Centrum Romulanského impéria a domov Romulanů. Klasifikována je jako planeta třídy M s kontinenty a oceány, a až do 4. století pozemského času byl neobydlenou planetou. V této době zde však přistála skupina Vulkánců, kteří se na své domovské planetě Vulkánu vzbouřili proti filozofovi Surakovi a postupně osídlili další planety. Nový svět pro ně byl dokonalým místem pro vybudování nového impéria. Postupně si podrobili i další planety, první z nich byl nedaleký Remus. | Centrum Romulanského impéria a domov Romulanů. Klasifikována je jako planeta třídy M s kontinenty a oceány, a až do 4. století pozemského času byl neobydlenou planetou. V této době zde však přistála skupina Vulkánců, kteří se na své domovské planetě Vulkánu vzbouřili proti filozofovi Surakovi a postupně osídlili další planety. Nový svět pro ně byl dokonalým místem pro vybudování nového impéria. Postupně si podrobili i další planety, první z nich byl nedaleký Remus. | TNG: Sjednocení                                       |

## S
| Planeta | Systém | Kv. | Odkazy | Rasa                                |
| Popis | Popis | Popis | Popis | Epizody                             |
| Sikaris | | δ | MA ST | Sikariané                           |
| Sikaris je planeta v Delta kvadrantu, na které se nachází mocný transportér, kterým se Siakriané dopravují k odpočinkovým účelům na velmi vzdálenou planetu Alastria. USS Voyager se pokusil sestrojit podobný transportér, ale tuto jedinečnou technologii lze používat jen na Sikaris, protože sama planeta skýtá v podstatě něco, pomocí čeho lze takovou cestu uskutečnit.                                                  | Sikaris je planeta v Delta kvadrantu, na které se nachází mocný transportér, kterým se Siakriané dopravují k odpočinkovým účelům na velmi vzdálenou planetu Alastria. USS Voyager se pokusil sestrojit podobný transportér, ale tuto jedinečnou technologii lze používat jen na Sikaris, protože sama planeta skýtá v podstatě něco, pomocí čeho lze takovou cestu uskutečnit.                                                  | Sikaris je planeta v Delta kvadrantu, na které se nachází mocný transportér, kterým se Siakriané dopravují k odpočinkovým účelům na velmi vzdálenou planetu Alastria. USS Voyager se pokusil sestrojit podobný transportér, ale tuto jedinečnou technologii lze používat jen na Sikaris, protože sama planeta skýtá v podstatě něco, pomocí čeho lze takovou cestu uskutečnit.                                                  | Sikaris je planeta v Delta kvadrantu, na které se nachází mocný transportér, kterým se Siakriané dopravují k odpočinkovým účelům na velmi vzdálenou planetu Alastria. USS Voyager se pokusil sestrojit podobný transportér, ale tuto jedinečnou technologii lze používat jen na Sikaris, protože sama planeta skýtá v podstatě něco, pomocí čeho lze takovou cestu uskutečnit.                                                  | VOY: Zásadní postoj                 |
| | | | |                                     |
| Střed Galaxie | | | MA |                                     |
| Sha Ka Ree je vulkánský název pro ráj. Ve filmu Star Trek V: Nejzazší hranice se do něj pokouší dostat Spockův bratr Sybok, který se vzdal vulkánské filozofie. Klingonským názvem pro Sha Ka Ree je Qui'Tu, romulanský Vorta Vor. Sha ka ree leží v místě s obrovskou radioaktivitou známém jako střed galaxie, které je ohraničeno Velkou bariérou. Planeta je však sídlem zlé a nebezpečné bytosti, která se vydává za Boha. | Sha Ka Ree je vulkánský název pro ráj. Ve filmu Star Trek V: Nejzazší hranice se do něj pokouší dostat Spockův bratr Sybok, který se vzdal vulkánské filozofie. Klingonským názvem pro Sha Ka Ree je Qui'Tu, romulanský Vorta Vor. Sha ka ree leží v místě s obrovskou radioaktivitou známém jako střed galaxie, které je ohraničeno Velkou bariérou. Planeta je však sídlem zlé a nebezpečné bytosti, která se vydává za Boha. | Sha Ka Ree je vulkánský název pro ráj. Ve filmu Star Trek V: Nejzazší hranice se do něj pokouší dostat Spockův bratr Sybok, který se vzdal vulkánské filozofie. Klingonským názvem pro Sha Ka Ree je Qui'Tu, romulanský Vorta Vor. Sha ka ree leží v místě s obrovskou radioaktivitou známém jako střed galaxie, které je ohraničeno Velkou bariérou. Planeta je však sídlem zlé a nebezpečné bytosti, která se vydává za Boha. | Sha Ka Ree je vulkánský název pro ráj. Ve filmu Star Trek V: Nejzazší hranice se do něj pokouší dostat Spockův bratr Sybok, který se vzdal vulkánské filozofie. Klingonským názvem pro Sha Ka Ree je Qui'Tu, romulanský Vorta Vor. Sha ka ree leží v místě s obrovskou radioaktivitou známém jako střed galaxie, které je ohraničeno Velkou bariérou. Planeta je však sídlem zlé a nebezpečné bytosti, která se vydává za Boha. | film: Star Trek V: Nejzazší hranice |

## T
| Planeta | Systém | Kv. | Odkazy | Rasa                                               |
| Popis | Popis | Popis | Popis | Epizody                                            |
| Talax | | δ | MA ST | Talaxiané                                          |
| Talax nebo také Talaxia je domovem Talaxianů, a má jeden měsíc, Rinax. | Talax nebo také Talaxia je domovem Talaxianů, a má jeden měsíc, Rinax. | Talax nebo také Talaxia je domovem Talaxianů, a má jeden měsíc, Rinax. | Talax nebo také Talaxia je domovem Talaxianů, a má jeden měsíc, Rinax. | VOY: Jetrel                                        |
| | | | |                                                    |
| Talos IV | | | MA ST K | Talosiané                                          |
| Planeta třídy M obydlená telepatickou rasou Talosianů, má 0,9 pozemské gravitace a kyslíkovo-dusíkovou atmosféru. V roce 2236 zde ztroskotala loď SS Columbia, ze které přežila pouze členka posádky Vina. O devět let později zachytila nouzové vysílání Columbie USS Enterprise pod velením kapitána Christophera Pikea, který byl následně podroben mnoha psychickým experimentům ze strany Talosianů. Po těchto událostech byla planeta dána do karantény, nicméně Spock roku 2266 unesl Enterprise právě sem, aby Pike, tou dobou ochrnutý, mohl prožít zbytek života v příjemných iluzích. | Planeta třídy M obydlená telepatickou rasou Talosianů, má 0,9 pozemské gravitace a kyslíkovo-dusíkovou atmosféru. V roce 2236 zde ztroskotala loď SS Columbia, ze které přežila pouze členka posádky Vina. O devět let později zachytila nouzové vysílání Columbie USS Enterprise pod velením kapitána Christophera Pikea, který byl následně podroben mnoha psychickým experimentům ze strany Talosianů. Po těchto událostech byla planeta dána do karantény, nicméně Spock roku 2266 unesl Enterprise právě sem, aby Pike, tou dobou ochrnutý, mohl prožít zbytek života v příjemných iluzích. | Planeta třídy M obydlená telepatickou rasou Talosianů, má 0,9 pozemské gravitace a kyslíkovo-dusíkovou atmosféru. V roce 2236 zde ztroskotala loď SS Columbia, ze které přežila pouze členka posádky Vina. O devět let později zachytila nouzové vysílání Columbie USS Enterprise pod velením kapitána Christophera Pikea, který byl následně podroben mnoha psychickým experimentům ze strany Talosianů. Po těchto událostech byla planeta dána do karantény, nicméně Spock roku 2266 unesl Enterprise právě sem, aby Pike, tou dobou ochrnutý, mohl prožít zbytek života v příjemných iluzích. | Planeta třídy M obydlená telepatickou rasou Talosianů, má 0,9 pozemské gravitace a kyslíkovo-dusíkovou atmosféru. V roce 2236 zde ztroskotala loď SS Columbia, ze které přežila pouze členka posádky Vina. O devět let později zachytila nouzové vysílání Columbie USS Enterprise pod velením kapitána Christophera Pikea, který byl následně podroben mnoha psychickým experimentům ze strany Talosianů. Po těchto událostech byla planeta dána do karantény, nicméně Spock roku 2266 unesl Enterprise právě sem, aby Pike, tou dobou ochrnutý, mohl prožít zbytek života v příjemných iluzích. | TOS: Klec, Zvěřinec DSC: Jestli paměť stále slouží |
| | | | |                                                    |
| Tantalus V | | | MA K |                                                    |
| Pátá planeta systému Tantalus je třídy L a obklopuje ji pás prstenců. Nachází se zde trestanecká kolonie Spojené federace planet, kterou v roce 2226 navštívila USS Enterprise pod velením kapitána Jamese T. Kirka. | Pátá planeta systému Tantalus je třídy L a obklopuje ji pás prstenců. Nachází se zde trestanecká kolonie Spojené federace planet, kterou v roce 2226 navštívila USS Enterprise pod velením kapitána Jamese T. Kirka. | Pátá planeta systému Tantalus je třídy L a obklopuje ji pás prstenců. Nachází se zde trestanecká kolonie Spojené federace planet, kterou v roce 2226 navštívila USS Enterprise pod velením kapitána Jamese T. Kirka. | Pátá planeta systému Tantalus je třídy L a obklopuje ji pás prstenců. Nachází se zde trestanecká kolonie Spojené federace planet, kterou v roce 2226 navštívila USS Enterprise pod velením kapitána Jamese T. Kirka. | TOS: Dýka v mysli                                  |
| | | | |                                                    |
| Tarsus IV | | | MA K | Lidé                                               |
| Na planetě třídy M byla založena kolonie Federace pravděpodobně již ve 22. století. V roce 2246 zde propukl hladomor a jako řešení dal guvernér Kodos zabít polovinu populace, aby druhá mohla přežít. Po masakru se našlo Kodosovo ohořelé tělo a tím byl problém vyřešen. Nicméně Kodos uprchl, změnil si jméno a dalších dvacet strávil jako člen kočovné herecké společnosti. Nakonec byl neúmyslně zastřelen phaserem svou dcerou Lenore. | Na planetě třídy M byla založena kolonie Federace pravděpodobně již ve 22. století. V roce 2246 zde propukl hladomor a jako řešení dal guvernér Kodos zabít polovinu populace, aby druhá mohla přežít. Po masakru se našlo Kodosovo ohořelé tělo a tím byl problém vyřešen. Nicméně Kodos uprchl, změnil si jméno a dalších dvacet strávil jako člen kočovné herecké společnosti. Nakonec byl neúmyslně zastřelen phaserem svou dcerou Lenore. | Na planetě třídy M byla založena kolonie Federace pravděpodobně již ve 22. století. V roce 2246 zde propukl hladomor a jako řešení dal guvernér Kodos zabít polovinu populace, aby druhá mohla přežít. Po masakru se našlo Kodosovo ohořelé tělo a tím byl problém vyřešen. Nicméně Kodos uprchl, změnil si jméno a dalších dvacet strávil jako člen kočovné herecké společnosti. Nakonec byl neúmyslně zastřelen phaserem svou dcerou Lenore. | Na planetě třídy M byla založena kolonie Federace pravděpodobně již ve 22. století. V roce 2246 zde propukl hladomor a jako řešení dal guvernér Kodos zabít polovinu populace, aby druhá mohla přežít. Po masakru se našlo Kodosovo ohořelé tělo a tím byl problém vyřešen. Nicméně Kodos uprchl, změnil si jméno a dalších dvacet strávil jako člen kočovné herecké společnosti. Nakonec byl neúmyslně zastřelen phaserem svou dcerou Lenore. | TOS: Jeho Veličenstvo vrah                         |
| | | | |                                                    |
| Taurus II | | α | MA K |                                                    |
| Na této planetě třídy M ztroskotal raketoplán Galileo z lodi USS Enterprise. Výsadek byl později napaden domorodými obyvateli, vysokými humanoidy, kteří se nacházeli na technologické úrovni srovnatelné s pozemskou starší dobu kamennou. | Na této planetě třídy M ztroskotal raketoplán Galileo z lodi USS Enterprise. Výsadek byl později napaden domorodými obyvateli, vysokými humanoidy, kteří se nacházeli na technologické úrovni srovnatelné s pozemskou starší dobu kamennou. | Na této planetě třídy M ztroskotal raketoplán Galileo z lodi USS Enterprise. Výsadek byl později napaden domorodými obyvateli, vysokými humanoidy, kteří se nacházeli na technologické úrovni srovnatelné s pozemskou starší dobu kamennou. | Na této planetě třídy M ztroskotal raketoplán Galileo z lodi USS Enterprise. Výsadek byl později napaden domorodými obyvateli, vysokými humanoidy, kteří se nacházeli na technologické úrovni srovnatelné s pozemskou starší dobu kamennou. | TOS: Sedm z Galilea                                |
| | | | |                                                    |
| Tellar Prime | | β | MA | Tellarité                                          |
| Tellar je domovským světem Tellaritů, kteří jsou spoluzakladateli Spojené federace planet. | Tellar je domovským světem Tellaritů, kteří jsou spoluzakladateli Spojené federace planet. | Tellar je domovským světem Tellaritů, kteří jsou spoluzakladateli Spojené federace planet. | Tellar je domovským světem Tellaritů, kteří jsou spoluzakladateli Spojené federace planet. | ENT: Babylon Jedna                                 |
| | | | |                                                    |
| Terra Nova | Eta Cassiopeiae | α | MA | Lidé                                               |
| V roce 2069 odstartovala ze Země loď SS Conestoga, jejíž posádka měla založit první kolonii mimo sluneční soustavu. Cílem se stala planeta nazvaná Terra Nova (latinsky Nová země) vzdálená devět let od Země. Spojení s kolonií bylo později přerušeno a kvůli velké vzdálenosti nebylo možné vysvětlit, co se stalo. Posádka Enterprise později zjistila, že na planetu dopadla kometa a zamořila ji radiací. Někteří kolonisté a jejich potomci přežili a začali si říkat Nované. | V roce 2069 odstartovala ze Země loď SS Conestoga, jejíž posádka měla založit první kolonii mimo sluneční soustavu. Cílem se stala planeta nazvaná Terra Nova (latinsky Nová země) vzdálená devět let od Země. Spojení s kolonií bylo později přerušeno a kvůli velké vzdálenosti nebylo možné vysvětlit, co se stalo. Posádka Enterprise později zjistila, že na planetu dopadla kometa a zamořila ji radiací. Někteří kolonisté a jejich potomci přežili a začali si říkat Nované. | V roce 2069 odstartovala ze Země loď SS Conestoga, jejíž posádka měla založit první kolonii mimo sluneční soustavu. Cílem se stala planeta nazvaná Terra Nova (latinsky Nová země) vzdálená devět let od Země. Spojení s kolonií bylo později přerušeno a kvůli velké vzdálenosti nebylo možné vysvětlit, co se stalo. Posádka Enterprise později zjistila, že na planetu dopadla kometa a zamořila ji radiací. Někteří kolonisté a jejich potomci přežili a začali si říkat Nované. | V roce 2069 odstartovala ze Země loď SS Conestoga, jejíž posádka měla založit první kolonii mimo sluneční soustavu. Cílem se stala planeta nazvaná Terra Nova (latinsky Nová země) vzdálená devět let od Země. Spojení s kolonií bylo později přerušeno a kvůli velké vzdálenosti nebylo možné vysvětlit, co se stalo. Posádka Enterprise později zjistila, že na planetu dopadla kometa a zamořila ji radiací. Někteří kolonisté a jejich potomci přežili a začali si říkat Nované. | ENT: Terra Nova                                    |
| | | | |                                                    |
| Thasus | | | MA K | Thasiané                                           |
| Planeta byla považována za neobydlenou a její údajní obyvatelé Thasiané byli legendou. Okolo roku 2250 zde ztroskotala loď, z níž přežil pouze malý chlapec Charlie Evans a to pouze proto, že ho Thasiané naučili svým schopnostem. Po potížích, které způsobil na USS Enterprise ho sem Thasiané vzali zpátky. | Planeta byla považována za neobydlenou a její údajní obyvatelé Thasiané byli legendou. Okolo roku 2250 zde ztroskotala loď, z níž přežil pouze malý chlapec Charlie Evans a to pouze proto, že ho Thasiané naučili svým schopnostem. Po potížích, které způsobil na USS Enterprise ho sem Thasiané vzali zpátky. | Planeta byla považována za neobydlenou a její údajní obyvatelé Thasiané byli legendou. Okolo roku 2250 zde ztroskotala loď, z níž přežil pouze malý chlapec Charlie Evans a to pouze proto, že ho Thasiané naučili svým schopnostem. Po potížích, které způsobil na USS Enterprise ho sem Thasiané vzali zpátky. | Planeta byla považována za neobydlenou a její údajní obyvatelé Thasiané byli legendou. Okolo roku 2250 zde ztroskotala loď, z níž přežil pouze malý chlapec Charlie Evans a to pouze proto, že ho Thasiané naučili svým schopnostem. Po potížích, které způsobil na USS Enterprise ho sem Thasiané vzali zpátky. | TOS: Tajemný Charlie                               |
| | | | |                                                    |
| Trill | | α | MA ST K | Trillové                                           |
| Trill je domovským světem dvou druhů Trillů; humanoidů a larev. Oba tyto druhy spolu koexistují v harmonii a symbióze. | Trill je domovským světem dvou druhů Trillů; humanoidů a larev. Oba tyto druhy spolu koexistují v harmonii a symbióze. | Trill je domovským světem dvou druhů Trillů; humanoidů a larev. Oba tyto druhy spolu koexistují v harmonii a symbióze. | Trill je domovským světem dvou druhů Trillů; humanoidů a larev. Oba tyto druhy spolu koexistují v harmonii a symbióze. | DS9: Rovnováha                                     |

## V
| Planeta | Systém | Kv. | Odkazy | Rasa                          |
| Popis | Popis | Popis | Popis | Epizody                       |
| Valakis | | | MA ST | Valakiané a Menkové           |
| Domov dvou inteligentních druhů, Valakianů a Menků. Valakiané jsou vyspělejší a cestují, ale ve 22. století trpí nemocí vyvolanou genetickou poruchou, která je podle doktora Phloxe jednou vyhubí. Menkové jsou méně inteligentní a podřizují se Valakianům, nicméně mají velký potenciál a pravděpodobně se v budoucnosti stanou hlavním druhem této planety. | Domov dvou inteligentních druhů, Valakianů a Menků. Valakiané jsou vyspělejší a cestují, ale ve 22. století trpí nemocí vyvolanou genetickou poruchou, která je podle doktora Phloxe jednou vyhubí. Menkové jsou méně inteligentní a podřizují se Valakianům, nicméně mají velký potenciál a pravděpodobně se v budoucnosti stanou hlavním druhem této planety. | Domov dvou inteligentních druhů, Valakianů a Menků. Valakiané jsou vyspělejší a cestují, ale ve 22. století trpí nemocí vyvolanou genetickou poruchou, která je podle doktora Phloxe jednou vyhubí. Menkové jsou méně inteligentní a podřizují se Valakianům, nicméně mají velký potenciál a pravděpodobně se v budoucnosti stanou hlavním druhem této planety. | Domov dvou inteligentních druhů, Valakianů a Menků. Valakiané jsou vyspělejší a cestují, ale ve 22. století trpí nemocí vyvolanou genetickou poruchou, která je podle doktora Phloxe jednou vyhubí. Menkové jsou méně inteligentní a podřizují se Valakianům, nicméně mají velký potenciál a pravděpodobně se v budoucnosti stanou hlavním druhem této planety. | ENT: Drahý doktore...         |
| | | | |                               |
| Vendikar | | α | MA ST K | Vendikiané                    |
| Vendikar nebo také Eminiar III je třetí planeta soustavy Eminar. 500 let vedli její obyvatelé, Vendikiané, válku s nedalekou planetou Eminar VII. V roce 2267 po intervenci kapitána Jamese T. Kirka byl zničen počítač na Eminaru VII, válka ukončena a velvyslanec Robert Fox mohl začít s mírovými jednáními. | Vendikar nebo také Eminiar III je třetí planeta soustavy Eminar. 500 let vedli její obyvatelé, Vendikiané, válku s nedalekou planetou Eminar VII. V roce 2267 po intervenci kapitána Jamese T. Kirka byl zničen počítač na Eminaru VII, válka ukončena a velvyslanec Robert Fox mohl začít s mírovými jednáními. | Vendikar nebo také Eminiar III je třetí planeta soustavy Eminar. 500 let vedli její obyvatelé, Vendikiané, válku s nedalekou planetou Eminar VII. V roce 2267 po intervenci kapitána Jamese T. Kirka byl zničen počítač na Eminaru VII, válka ukončena a velvyslanec Robert Fox mohl začít s mírovými jednáními. | Vendikar nebo také Eminiar III je třetí planeta soustavy Eminar. 500 let vedli její obyvatelé, Vendikiané, válku s nedalekou planetou Eminar VII. V roce 2267 po intervenci kapitána Jamese T. Kirka byl zničen počítač na Eminaru VII, válka ukončena a velvyslanec Robert Fox mohl začít s mírovými jednáními. | TOS: Příchuť zkázy            |
| | | | |                               |
| Vulkán | 40 Eridani | β | MA ST K | Vulkánci                      |
| Vulkán je mateřskou planetou Vulkánců, rasy, která jako první kontaktovala v roce 2064 lidstvo na Zemi. Nachází se 16 světelných let od Země, v systému 40 Eridani. Vulkán patří k pouštním planetám, vyskytují se na něm ale i mělké a bouřlivé oceány. Gravitace na planetě je vyšší než na Zemi, stejně tak díky klimatu i průměrná teplota. Atmosféra je tenčí a řidší. Nemá žádné měsíce. V alternativní realitě ve filmu Star Trek byl Vulkán zničen Romulanem Neronem. | Vulkán je mateřskou planetou Vulkánců, rasy, která jako první kontaktovala v roce 2064 lidstvo na Zemi. Nachází se 16 světelných let od Země, v systému 40 Eridani. Vulkán patří k pouštním planetám, vyskytují se na něm ale i mělké a bouřlivé oceány. Gravitace na planetě je vyšší než na Zemi, stejně tak díky klimatu i průměrná teplota. Atmosféra je tenčí a řidší. Nemá žádné měsíce. V alternativní realitě ve filmu Star Trek byl Vulkán zničen Romulanem Neronem. | Vulkán je mateřskou planetou Vulkánců, rasy, která jako první kontaktovala v roce 2064 lidstvo na Zemi. Nachází se 16 světelných let od Země, v systému 40 Eridani. Vulkán patří k pouštním planetám, vyskytují se na něm ale i mělké a bouřlivé oceány. Gravitace na planetě je vyšší než na Zemi, stejně tak díky klimatu i průměrná teplota. Atmosféra je tenčí a řidší. Nemá žádné měsíce. V alternativní realitě ve filmu Star Trek byl Vulkán zničen Romulanem Neronem. | Vulkán je mateřskou planetou Vulkánců, rasy, která jako první kontaktovala v roce 2064 lidstvo na Zemi. Nachází se 16 světelných let od Země, v systému 40 Eridani. Vulkán patří k pouštním planetám, vyskytují se na něm ale i mělké a bouřlivé oceány. Gravitace na planetě je vyšší než na Zemi, stejně tak díky klimatu i průměrná teplota. Atmosféra je tenčí a řidší. Nemá žádné měsíce. V alternativní realitě ve filmu Star Trek byl Vulkán zničen Romulanem Neronem. | TOS: Past na muže TNG: Gambit |

## Z
| Planeta | Systém | Kv. | Odkazy | Rasa                                                             |
| Popis | Popis | Popis | Popis | Epizody                                                          |
| Země | Sluneční soustava | α | MA ST K | Lidé                                                             |
| Země je ve fiktivním světě Star Treku zobrazena jako planeta, která se až do roku cca 1990 vyvíjela stejně, jako skutečná Země. Oficiální první kontakt lidí ze Země s mimozemšťany proběhl v roce 2063, kdy Zefram Cochrane provedl první úspěšný nadsvětelný let, což vedlo rasu Vulkánců k názoru, že jsou pozemšťané dostatečně technologicky vyspělí na to, aby mohli zjistit, že ve vesmíru nejsou sami. V té době se Země vzpamatovávala ze 3. světové války. Později se stala centrem rozsáhlé vesmírné Spojené federace planet. | Země je ve fiktivním světě Star Treku zobrazena jako planeta, která se až do roku cca 1990 vyvíjela stejně, jako skutečná Země. Oficiální první kontakt lidí ze Země s mimozemšťany proběhl v roce 2063, kdy Zefram Cochrane provedl první úspěšný nadsvětelný let, což vedlo rasu Vulkánců k názoru, že jsou pozemšťané dostatečně technologicky vyspělí na to, aby mohli zjistit, že ve vesmíru nejsou sami. V té době se Země vzpamatovávala ze 3. světové války. Později se stala centrem rozsáhlé vesmírné Spojené federace planet. | Země je ve fiktivním světě Star Treku zobrazena jako planeta, která se až do roku cca 1990 vyvíjela stejně, jako skutečná Země. Oficiální první kontakt lidí ze Země s mimozemšťany proběhl v roce 2063, kdy Zefram Cochrane provedl první úspěšný nadsvětelný let, což vedlo rasu Vulkánců k názoru, že jsou pozemšťané dostatečně technologicky vyspělí na to, aby mohli zjistit, že ve vesmíru nejsou sami. V té době se Země vzpamatovávala ze 3. světové války. Později se stala centrem rozsáhlé vesmírné Spojené federace planet. | Země je ve fiktivním světě Star Treku zobrazena jako planeta, která se až do roku cca 1990 vyvíjela stejně, jako skutečná Země. Oficiální první kontakt lidí ze Země s mimozemšťany proběhl v roce 2063, kdy Zefram Cochrane provedl první úspěšný nadsvětelný let, což vedlo rasu Vulkánců k názoru, že jsou pozemšťané dostatečně technologicky vyspělí na to, aby mohli zjistit, že ve vesmíru nejsou sami. V té době se Země vzpamatovávala ze 3. světové války. Později se stala centrem rozsáhlé vesmírné Spojené federace planet. | film: Star Trek: První kontakt DS9: Minulý čas, Na domácí frontě |